# Nativi americani degli Stati Uniti d'America

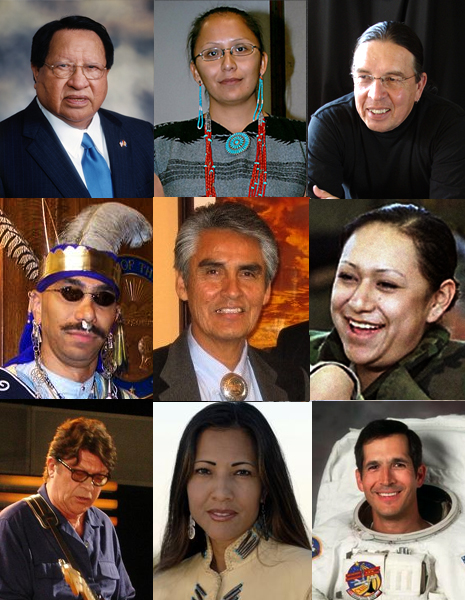
Nativi americani famosi:
1) Phillip Martin, un Choctaw
2) Dia Molnar, una Navajo
3) Harvey Pratt, un Cheyenne
4) Jamie Oxendine, un Lumbee
5) Joe Shirley, un Navajo
6) Lori Piestewa, una Hopi
7) Robbie Robertson, un Mohawk
8) Mary Titla, una Apache
9) John Herrington, un Chickasaw

Il termine Nativi americani degli Stati Uniti è utilizzato dal governo degli Stati Uniti per descrivere i Nativi americani dei territori del Nord America. Secondo un censimento del 2020, negli Stati Uniti vivono circa 9,7 milioni di nativi americani, comprendono più di 500 tribù e gruppi etnici riconosciuti dal governo federale USA, molti dei quali sopravvivono mantenendo proprie culture ed identità.
I nativi americani degli Stati Uniti sono ricordati anche con i termini più comuni di indiani d'America, pellerossa e aborigeni americani.

## Regioni

### Regione artica

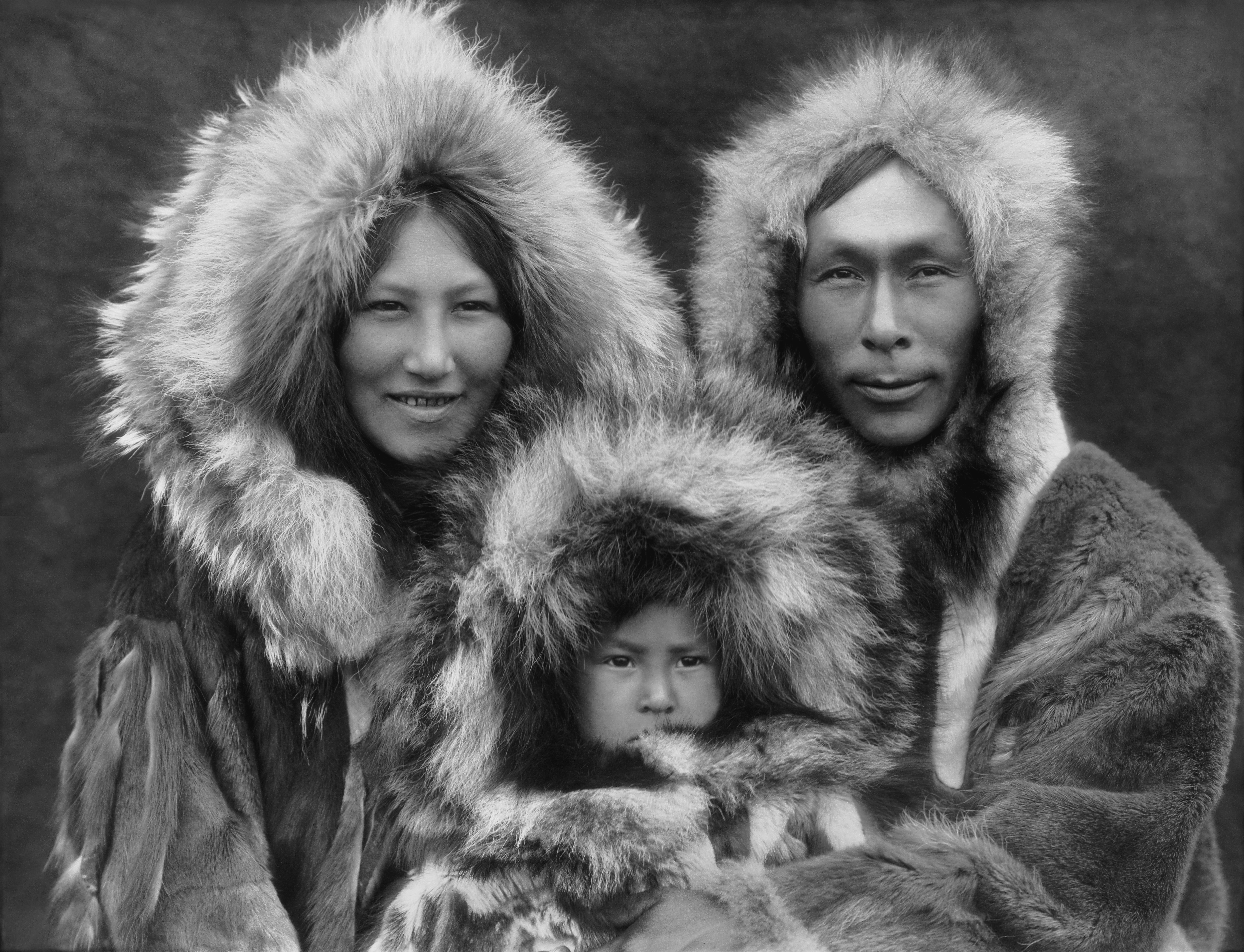
Famiglia Inupiat (Inuit che vivono in Alaska) - fotografia di Edward Sheriff Curtis

La regione artica che comprende le coste dell'Alaska e il Canada settentrionale è, per motivi climatici, un territorio scarsamente popolato, in cui l'agricoltura è praticamente impossibile: qui le popolazioni vivevano cacciando foche, caribù e, in alcune zone, balene.
Durante l'estate abitavano in tende e in inverno in abitazioni costruite con blocchi di ghiaccio o blocchi di terra ricoperti di pelli. Anche ai nostri giorni i gruppi presenti hanno scarsi rapporti con altre popolazioni e sono molto legati alle loro tradizioni. In Alaska vivono gli Inuit e gli Yupik (entrambi i gruppi vengono spesso erroneamente definiti Eschimesi), una parte dei quali emigrò in Groenlandia nell'XI secolo; la zona a Sud Ovest è abitata dagli Yuit, presenti anche in Siberia, mentre gli Aleutini vivono nelle isole omonime.

### Regione subartica
A causa dell'inclemenza del clima, quindi dell'impossibilità di praticare l'agricoltura, le popolazioni dell'area subartica (comprendente quasi tutto il Canada dalla tundra quasi fino al confine con gli Stati Uniti) erano nomadi e vivevano in tende o in case interrate, dedicandosi alla pesca o alla caccia di alci e caribù.
A Est vivevano popolazioni di lingua algonchina, tra cui i Cree e gli Ojibway o Chippewa; a Ovest, gruppi di lingua athabaska (Carrier, Ingalik, Dogrib, Han, Hare, Koyukon, Kutchin, Mountain, Slavey, Tanaina, Yellowknife e altri). Queste popolazioni venivano generalmente guidate dai capifamiglia ed i conflitti tra le varie tribù erano piuttosto rari.
Per quanto riguarda la religione, erano molto diffuse le credenze sugli spiriti guardiani e sulla stregoneria. Molti di questi popoli ora sono sedentari e tuttora vivono di caccia e pesca.

### Costa nordoccidentale

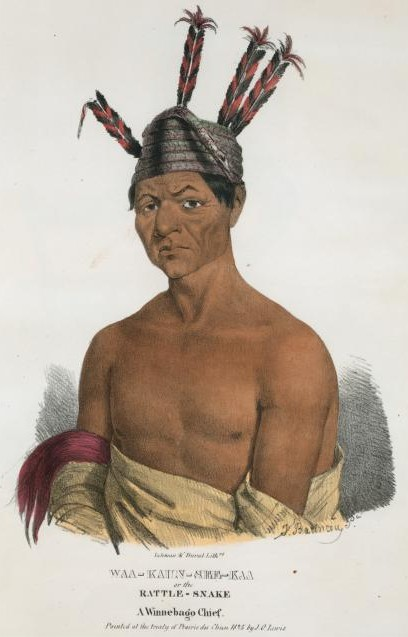
Capo tribù Winnebago, litografia del 1825

Nonostante la ristrettezza della zona abitabile (limitata ad Est dalle montagne), la costa nordoccidentale del Pacifico ha fornito un ambiente ideale per gli abitanti, grazie ai fiumi Colombia e Fraser, eccezionalmente ricchi di salmoni.
Questo habitat particolarmente ricco, insieme a quello collinare, consentì l'incremento della popolazione, che diede vita ad una cultura elaborata, organizzata in grandi case di legno e caratterizzata da ricche cerimonie e da un artigianato in legno.
I villaggi solitamente erano composti da 100 o più abitanti, imparentati fra loro secondo una modalità gerarchica: i vari membri venivano ordinati in base al grado di parentela col capo. Solo i prigionieri di guerra e gli schiavi erano esclusi da questa classificazione.
Di fondamentale importanza era considerata la ricchezza individuale o di gruppo, che veniva ridistribuita durante il potlatch, una cerimonia nella quale il capo e il suo gruppo regalavano i loro beni.
Tutto ciò avveniva per consolidare o accrescere il proprio status, per ricevere l'invito ad altri potlatch e per equilibrare la distribuzione dei beni tra i vari gruppi. La religione era basata principalmente sul culto degli antenati mitici: le loro rappresentazioni stilizzate erano ovunque, sui pali totemici, sulle facciate delle case, sulle prore delle barche, sulle maschere e le coperte.
I gruppi più importanti sono i Tlingit, gli Tsimshian, gli Haida, i Kwakiutl, i Nootka e i Chinook, i Bellacoola e i Quileute. La maggior parte delle lingue parlate in quest'area appartenevano alla famiglia delle lingue salish atabasca, penutiana o mosana.

### Altopiano
Nell'altopiano compreso tra l'Idaho, l'Oregon orientale, lo stato di Washington, il Montana occidentale e il Canada vivevano numerosi piccoli gruppi molto pacifici (tra cui i Nez Percé (Nasi Forati), gli Spokane, i Wallawalla, gli Yakima, i Flathead e i Cayuse). Sopravvivevano grazie alla caccia, alla raccolta di frutti e alla pesca del salmone. La loro cultura era simile a quella dei loro vicini della costa nordoccidentale del Gran Bacino e della California. Le lingue appartenevano per lo più alle famiglie penutiana e mosana.

### Gran Bacino
L'area del Gran Bacino, comprendente le catene montuose e le vallate dello Utah, del Nevada e della California, è stata abitata da popolazioni il cui stile di vita arcaico rimase quasi invariato fino al 1850; le più conosciute sono i Paiute, gli Ute e gli Shoshoni, insieme ai Klamath in Oregon, ai Modoc e agli Yurok.
Si trattava di piccole bande di raccoglitori, composte a volte da un'unica famiglia, ed erano distribuite su un territorio inospitale con una densità abitativa estremamente bassa.
In estate si nutrivano di semi, radici, frutti di cactus, insetti, rettili e piccoli roditori, insieme a occasionali antilopi e cervi; i coyote invece non venivano mangiati perché li si credeva dotati di poteri soprannaturali. In inverno si dovevano affidare alle provviste estive perché la disponibilità di cibo era scarsissima e la minaccia della fame era sempre incombente.
Nei periodi in cui il cibo era abbondante i vari gruppi si riunivano in bande più numerose, composte quasi esclusivamente da individui imparentati bilateralmente.
Il riconoscimento della leadership avveniva in maniera informale e raramente sorgevano conflitti fra tribù, causati di solito da accuse di stregoneria o da rivalità sessuali. La religione formale era poco praticata; veniva soprattutto ricercata l'alleanza con gli spiriti, conosciuti attraverso sogni e visioni, che era ritenuta capace di conferire poteri connessi con la medicina, la caccia e il gioco d'azzardo.

Bandiera dell'American Indian Movement, gruppo lobbystico dei Nativi americani degli Stati Uniti

### California
L'area culturale californiana comprende approssimativamente la superficie dello Stato attuale, con l'esclusione della zona sud orientale lungo il fiume Colorado. La popolazione ivi installata, che secondo le stime ottimistiche contava forse 200.000 abitanti, parlava più di 200 linguaggi distinti.
Fra i gruppi più importanti vi erano i Pomo, i Modoc, gli Yana, i Chumash, i Costanoan, i Maidu, i Miwok, i Wintu, i Patwin o (Wintu meridionali), i Salinan, gli Yokut, gli Yuki e i cosiddetti Mission Indians (Indiani delle Missioni), Cahuilla, Diegueño, Gabrileño, Luiseño e Serrano.
Tutti gli Indiani o nativi americani della zona californiana erano principalmente raccoglitori di ghiande, semi erbacei e altri vegetali commestibili. Pesci e frutti di mare avevano importanza sulla costa, mentre nell'interno si cacciavano cervi, orsi e piccoli mammiferi vari. Il villaggio, composto anche da più di 100 persone, col suo particolare dialetto, era spesso la più ampia unità politica esistente. Diffusa era l'usanza delle metà esogame, che consentiva l'endogamia, pratica secondo la quale i matrimoni avvenivano solo all'interno del villaggio però diviso a sua volta in due metà, per cui i membri di un gruppo dovevano combinare il loro matrimonio con un membro dell'altro gruppo.
I capi, a volte ereditari, organizzavano la vita sociale e cerimoniale, ma avevano scarso potere politico. I conflitti organizzati fra villaggi erano rari. Frequenti erano i riti di cura, le cerimonie della pubertà maschile e l'uso rituale delle droghe.

### Pianure

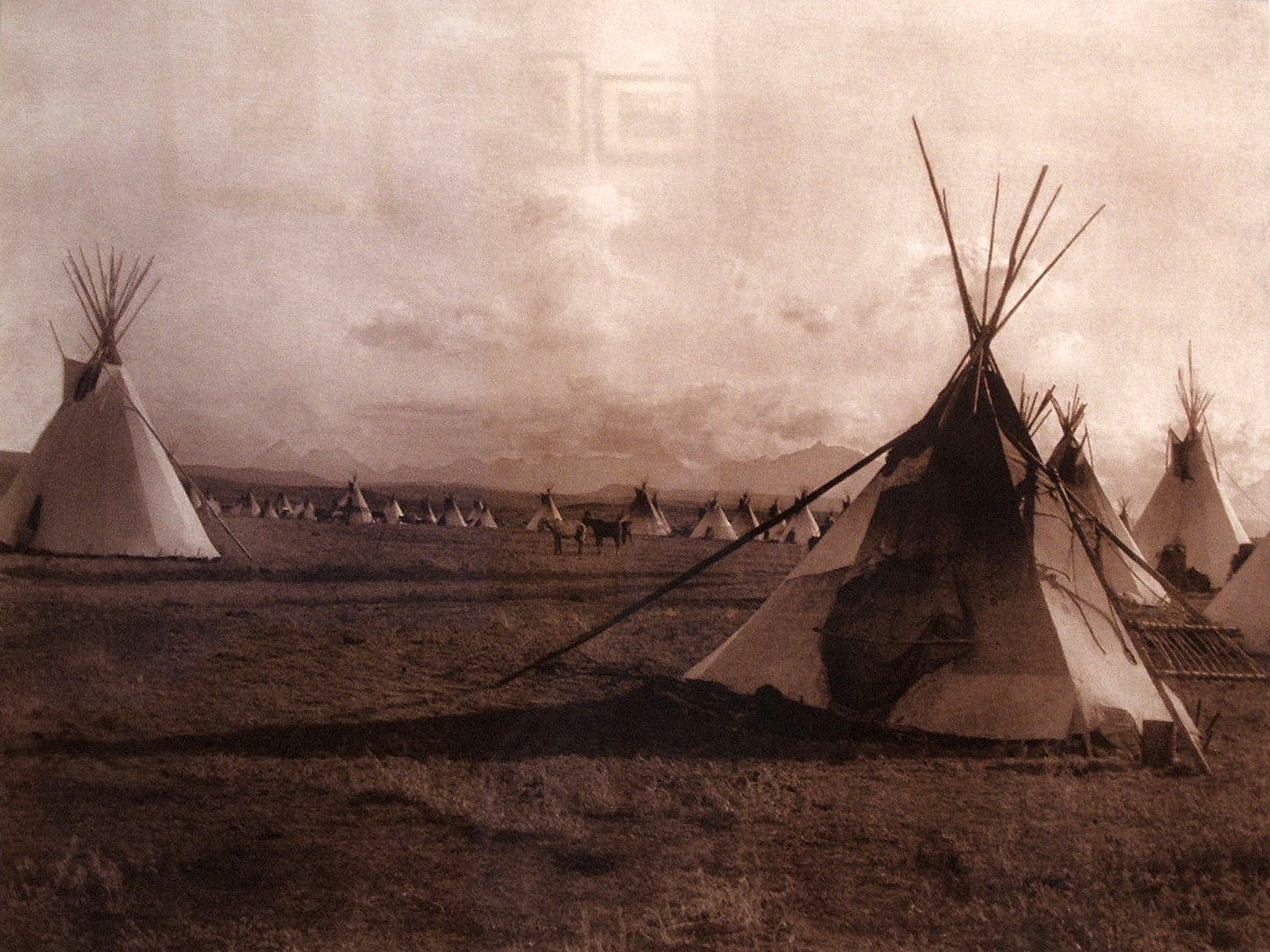
Teepee dei Nativi nord-americani fotografati da uno dei massimi studiosi della loro civiltà, Edward Sheriff Curtis (1868-1952). L'immagine è stata esposta al Museo delle Culture del Mondo di Genova

Nella zona delle Pianure (ovvero le praterie che si estendono dal Canada centrale fino al Messico e dal Midwest alle Montagne Rocciose) si erano installate popolazioni che vivevano in piccoli gruppi nomadi seguendo le grandi mandrie di bisonti, in quanto la caccia ha costituito la principale risorsa alimentare fino al 1890, anche se lungo il Missouri e altri fiumi delle pianure erano presenti rare forme di agricoltura stanziale. La densità abitativa era molto ampia.
Tra i primi abitanti delle praterie possiamo ricordare i Piedi Neri (cacciatori), i Mandan e gli Hidatsa (agricoltori); in seguito, quando i coloni europei conquistarono le zone orientali ricche di foreste, molte popolazioni del Midwest si spostarono nelle Pianure: tra questi i Dakota e i Lakota, facenti parte della grande alleanza del popolo Sioux, i Cheyenne, gli Arapaho, i Crow, i Pawnee e gli Arikara, che furono preceduti dagli Shoshoni e dai loro parenti Kiowa e Comanche, provenienti però dal Gran Bacino.
Quando il cavallo fu introdotto dagli europei (XVII secolo) e poi si diffuse in tutte le Grandi Pianure (XVIII secolo), nella zona si mescolarono tutta una serie di popoli precedentemente sedentari, disturbati dai cacciatori-guerrieri a cavallo delle zone vicine.
Gli antichi raccoglitori e agricoltori d'estate iniziarono ad organizzarsi in accampamenti di dozzine di tipi trasportabili disposti in cerchio, per praticare la caccia al bisonte in maniera intensiva. Le cerimonie pubbliche, in particolare la danza del sole, servirono a creare nei gruppi legami più saldi e un obiettivo comune.
Il potere individuale, perseguito in primo luogo con la ricerca della visione, accompagnata da automutilazioni e severe ascesi, veniva manifestato tramite la partecipazione alle incursioni belliche contro i nemici. Le società guerriere, alle quali gli individui aderivano in gioventù, divennero in breve tempo organizzazioni specializzate nella guerra, spesso con funzioni di controllo dell'ordine all'interno dei grandi accampamenti. Il successo nelle incursioni (condotte di solito da meno di una dozzina di uomini), il possesso di molti cavalli e il potere ottenuto attraverso le visioni o la danza del sole erano i segni del rango fra gli indiani delle Grandi Pianure.

### Foreste orientali
Coperta in origine da una fitta vegetazione, l'area delle foreste orientali (comprendente le regioni temperate degli Stati Uniti e del Canada orientali, dal Minnesota e Ontario fino all'oceano Atlantico a Est e fino alla Carolina del Nord a Sud) era abitata inizialmente da cacciatori: intorno al 7000 a.C. vennero introdotte l'agricoltura, la pesca, la lavorazione della pietra e, nella zona dei Grandi Laghi, del rame.
I nativi abitanti quest'area comprendevano le popolazioni Irochesi, cioè Cayuga, Mohawk, Oneida, Onondaga, Seneca ed Uroni,  e popolazioni di lingua algonchina, tra cui i Mohicani, i Chippewa e i loro parenti Ottawa, i Delaware, i Micmac, i Narragansett, gli Shawnee, i Potawatomi, i Kickapoo, i Menominee, gli Illiniwek.

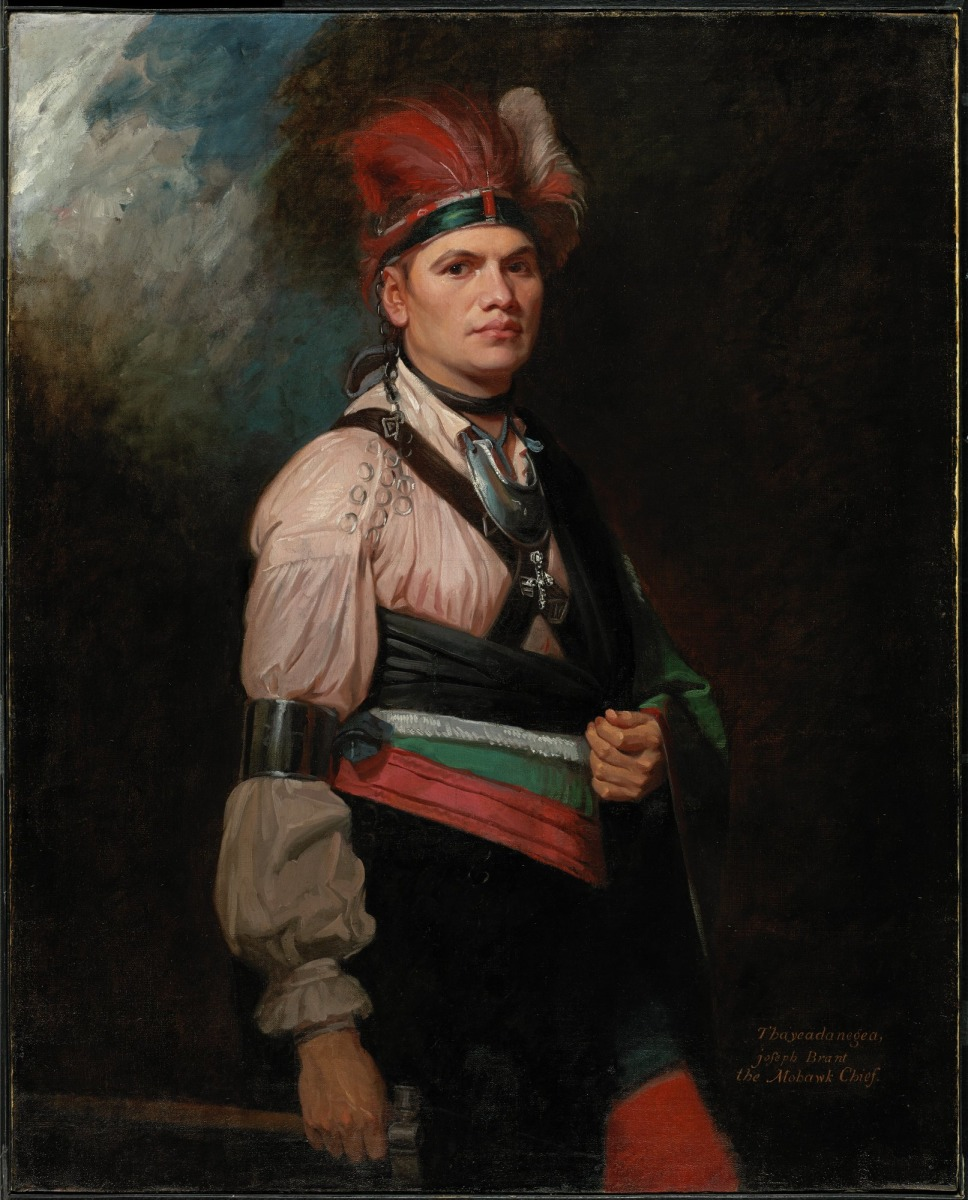
Joseph Brant, celebre capo Mohawk

A cavallo tra il XVIII e il XIX secolo anche la maggior parte dei gruppi algonchini, e così pure degli Irochesi, furono costretti a spostarsi ad Ovest, verso il Territorio Indiano, o a Nord verso il Canada, dalla politica dei neonati Stati Uniti d'America che subivano la pressione dei coloni di origine europea in cerca di terra da coltivare e città da costruire, che si scontrava con il modello di vita delle tribù indiane basato su grandi spazi a disposizione; alcuni gruppi rimasero comunque nella regione, raccolti di solito in piccole comunità.
Il clima freddo del Nord Est e dei Grandi Laghi tendeva a limitare l'orticoltura e a costringere alla raccolta delle piante selvatiche; i cibi più importanti erano il pesce, gli animali da caccia, lo sciroppo d'acero e il riso selvatico. Fra i coltivatori gli uomini si limitavano in genere a preparare il terreno per la coltivazione, che era opera essenzialmente femminile. I popoli di lingua irochese erano organizzati in villaggi matrilineari guidati da un consiglio: le donne avevano un ruolo importante nel governo dei villaggi.
Fra la costa orientale e i Grandi Laghi vivevano i popoli di lingua algonchina, organizzati per lo più in piccoli villaggi, semisedentari, fortemente influenzati dai loro vicini meridionali. Le attività orticole erano in genere poco sviluppate lungo la costa, dove la raccolta dava un prodotto assai abbondante. La leadership era in genere debole, il territorio mal definito e l'organizzazione politica somigliava a quella delle piccole tribù di altre zone. Queste furono fra le prime culture nomadi o seminomadi installate nell'area a subire l'impatto della diversa civilizzazione europea in espansione e nel conflitto impari tra le due civiltà molte di esse erano già scomparse prima dell'inizio del Settecento.

### Sud-est
La regione a clima tropicale che si estende a Nord del golfo del Messico, dalle coste dell'Atlantico al Texas centrale, era originariamente coperta di foreste di pini e popolate da daini. Nel 3000 a.C. in quest'area fu introdotta l'agricoltura che determinò un forte incremento demografico, mentre intorno al 1400 a.C. furono costruite le prime città.
Al momento dell'arrivo degli spagnoli e dei portoghesi nei secoli XVI-XVII, le epidemie cominciarono a decimare le popolazioni. Alcune popolazioni di questa zona, che includevano anche i Cherokee, i Creek, i Choctaw, i Chickasaw e i Seminole, erano conosciute come le Cinque Nazioni Civilizzate, in quanto la loro economia e la loro organizzazione sociale erano più articolate e in qualche modo più vicine a quelle europee, anche se in seguito furono deportate dalle loro terre (vedi il Sentiero delle lacrime) Nella stessa area erano insediati anche i Natchez, ma la loro cultura, molto elaborata, fu distrutta dall'impatto con gli spagnoli alla fine del XVIII secolo.
Fra i gruppi più importanti del Sud Est sono da segnalare anche gli Alabama, i Caddo, i Chickasaw, i Choctaw, i Quapaw, i Biloxi, i Sewee, i Timucua e i Tunica (Tunican). Molti di questi popoli raggiunsero i più complessi livelli culturali a Nord della Mesoamerica. Un'orticoltura produttiva integrata dagli abbondanti prodotti delle foreste fornì la base materiale ai loro grandi insediamenti sottoposti all'autorità centralizzata di un capo.
Ebbero villaggi di centinaia di abitanti fortificati con palizzate, che contenevano grandi tumuli sui quali sorgevano i templi al cui interno ardeva il fuoco perenne e le abitazioni delle classi superiori. I capi e i re esercitavano il potere assoluto sui sudditi, nobili e popolani, e in alcuni casi comandavano più di una dozzina di villaggi. Frequenti erano le guerre e le incursioni.

### Sud-ovest
L'area culturale del Sud Ovest si estende su una regione calda e arida di montagne e bacini cosparsi di oasi: gli abitanti di quest'area comprendente l'Arizona, il Nuovo Messico, il Colorado meridionale e l'adiacente Messico settentrionale, dapprima cacciatori di mammut e poi del bisonte, diedero origine a una cultura, definita arcaica, sviluppatasi tra l'8000 a.C. e il 300 ca. a.C. Sono state ritrovate tracce di culture precedenti, come i Clovis, risalenti addirittura ad epoche precedenti (11.000 anni fa).
Nel Sud Ovest si muovevano popoli di cacciatori-raccoglitori (fra cui gli Apache, gli Havasupai, i Seri, i Walapai, gli Yavapai) ma esistevano anche popoli di orticoltori, come i Mohave, i Navajo, i Papago, i Pima, i Pueblo (fra cui gli Hopi e gli Zuñi), gli Yaqui, gli Yuma (Nijoras), i Cocopa e gli Opata. Nonostante la sua aridità, la regione offriva una certa quantità di cibi selvatici, sia animali che vegetali, che fornivano il sostentamento necessario agli insediamenti, organizzati patrilinearmente o matrilinearmente. Erano frequenti le incursioni contro gli orticoltori vicini.
Intorno al 300 a.C. alcune popolazioni del Messico, a economia basata sulla coltivazione di mais, fagioli, zucche e meloni in terreni irrigati, emigrarono nell'Arizona meridionale. Chiamati Hohokam, furono gli antenati degli odierni Pima e Papago. L'agricoltura fu praticata anche dagli Anasazi: i loro discendenti sono gli attuali Pueblo, cui si aggiunsero in seguito gli attuali Navajo e vari gruppi di Apache. Risalgono al 1000 a.C. le prime caratteristiche tombe coperte da tumuli sepolcrali, diventate in seguito centri di culto, tipiche della prima civiltà Hopi.

### Aspetti culturali
Benché le caratteristiche culturali, come la lingua, i costumi e le usanze varino enormemente da una tribù all'altra, ci sono alcuni elementi che si possono incontrare frequentemente e sono condivisi da molte tribù.

#### Religione
La religione più diffusa è conosciuta con il nome di Chiesa nativa americana. È una chiesa sincretistica che unisce elementi dello spiritualismo nativo provenienti da un numero di differenti tribù con elementi simbolici tipici del Cristianesimo. Il suo rito principale è la cerimonia del peyote. La Chiesa del Peyote ha aiutato molto i popoli nativi a uscire dal vortice di decadenza alla quale il popolo rosso era arrivato apprendendo gli usi e costumi ma soprattutto i vizi dei bianchi, recuperando almeno in parte le proprie radici culturali perse dopo i vari stermini causati dalle genti europee per puri fini commerciali e di guadagno. Molto della cultura indiana americana si è andata mischiando ai simboli cattolici invasori così come già accadde anche per quello che riguardava la tratta degli schiavi africani che mischiarono tradizioni nere a quelle cattoliche pur di poter continuare a pregare le loro entità. Nella parte sud-occidentale degli Stati Uniti d'America, specialmente nel Nuovo Messico, il sincretismo tra il Cattolicesimo portato dai missionari spagnoli e la religione nativa è piuttosto comune; i tamburi, i canti e le danze dei Pueblo sono regolarmente parte della Messa.

#### Musica e arte

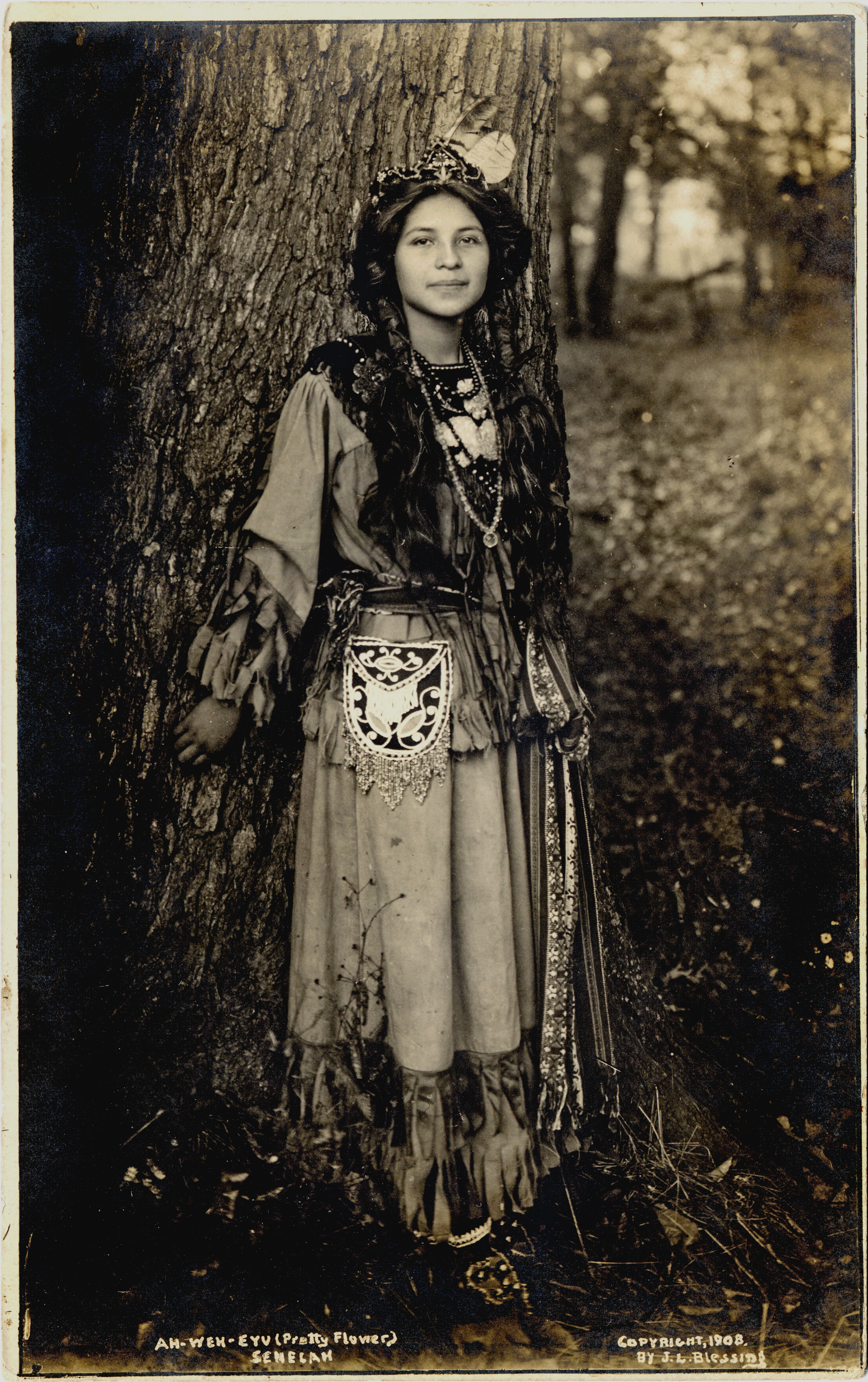
Donna della Nazione Seneca

La musica dei Nativi americani è quasi interamente monofonica anche se ci sono notevoli eccezioni. La musica nativa tradizionale spesso prevede i tamburi ma pochi altri strumenti, anche se i flauti vengono impiegati da alcuni gruppi. La tonalità di questi flauti non è molto precisa e dipende dalla lunghezza del legno usato e dalla grandezza della mano del suonatore.
La forma più diffusa di musica pubblica tra i nativi americani negli Stati Uniti è il pow-wow. Durante questa manifestazione, così come nell'annuale Gathering of Nations ad Albuquerque nel Nuovo Messico, membri di gruppi di suonatori di tamburi si siedono in cerchio intorno ad un grande tamburo, mettendosi a suonare all'unisono mentre cantano nelle loro lingue native e i danzatori colorati ballano in senso orario intorno ai suonatori.
Le attività musicali ed artistiche scandiscono la vita degli indiani molto più del lavoro, che è ridotto al minimo necessario per la sopravvivenza.
Le sonorità dei nativi americani sono state riprese anche da molti artisti di musica pop e rock.
L'arte dei nativi americani costituisce una categoria importante nel panorama dell'arte mondiale. Il contributo dei nativi americani include stoviglie di terracotta, gioielli, vestiti, sculture.
Nell'area delle foreste dell'est si diffusero la lavorazione della pelle, le decorazioni di vasi, sacche, cinture, tra le quali quelle multicolori chiamate wampum con disegni simbolici.
In tutte le aree nordamericane molto importante è l'arte delle maschere in legno a fini religiosi, raffiguranti demoni e spiriti.
Molto diffuse la pittura della pelle sia di tipo figurativo sia con temi geometrici, l'arte dell'intreccio del vimini, la decorazione di ceramiche e la tessitura.

## Genocidio

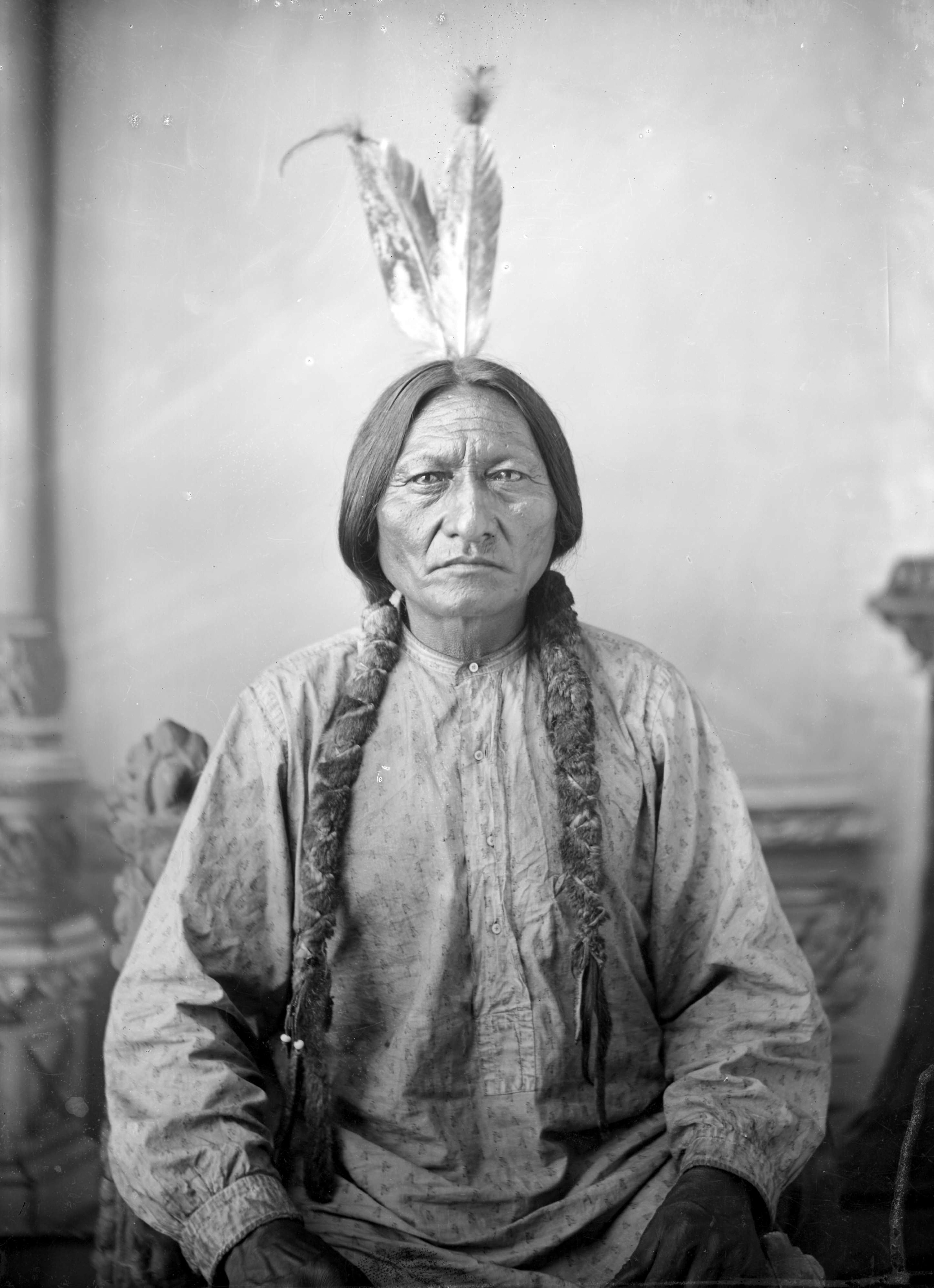
Tʿatʿaɲka Iyotake, il grande capo Lakota, comunemente noto come Toro Seduto (Sitting Bull)

All'inizio del Cinquecento, mentre gli spagnoli dilagavano nella parte centrale e meridionale del continente, altri europei presero a esplorare le coste atlantiche della sua parte settentrionale. Così fecero l'Inghilterra (con Giovanni Caboto e Sebastiano Caboto) e la Francia (per mezzo di Giovanni da Verrazzano). A quel tempo a nord del Rio Grande si stima che la popolazione indigena non superasse i 12 milioni di persone, riunite in tribù poco numerose e non unite le une dalle altre. I nativi americani, appartenenti alle tribù Algochine e Cherokee, praticavano un'agricoltura rudimentale e si spostavano con le canoe lungo i fiumi.

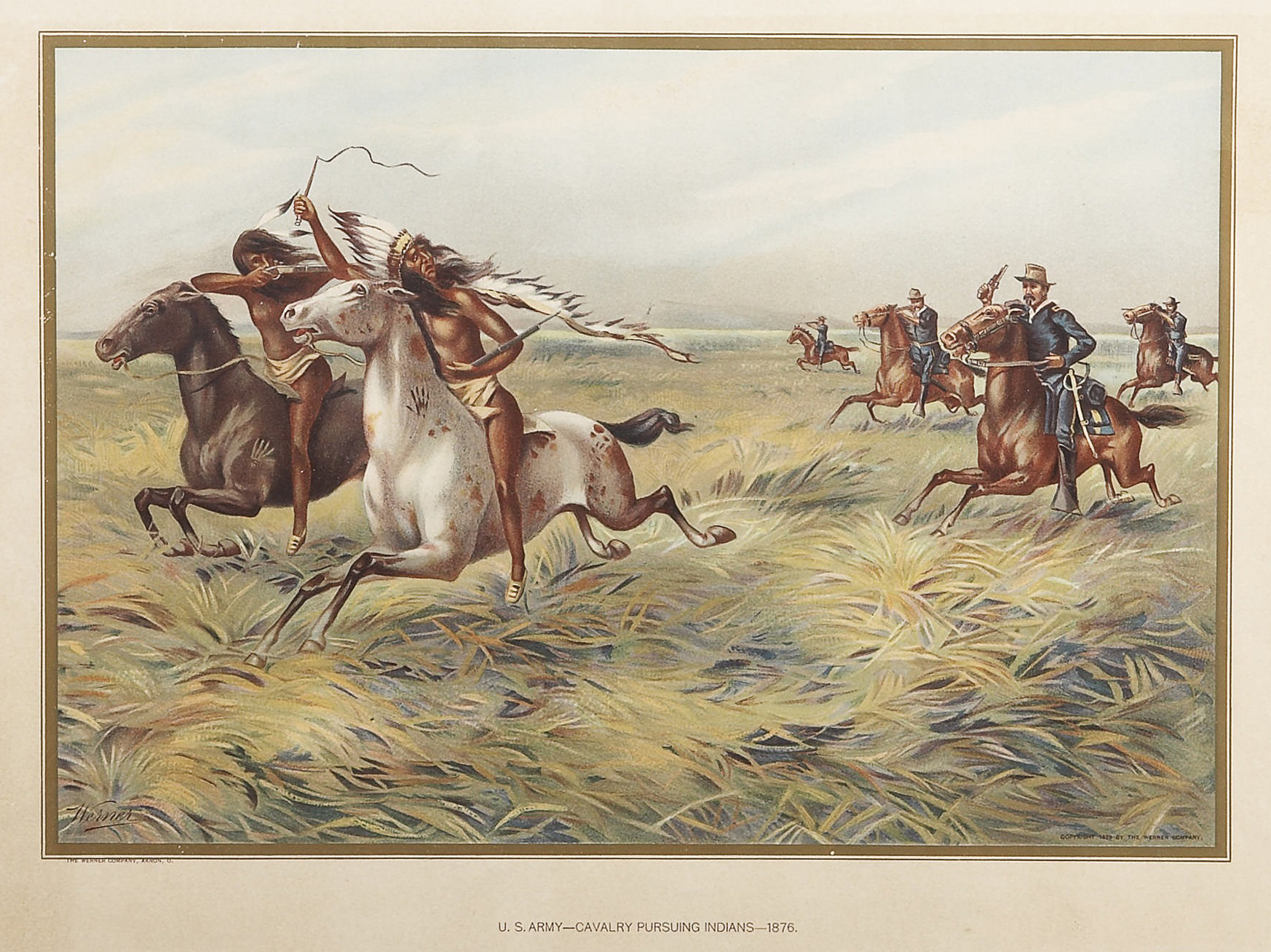
Scontro fra cavalleria e indiani

Fra il XVI e il XVII secolo sorsero in Florida, nel New Messico e in California le prime colonie degli spagnoli che provenivano dall'America centrale. Più a nord, i francesi si inoltrarono nel bacino del San Lorenzo dove si stanziarono nelle città di Québec e Montréal. Da qui i francesi penetrarono nell'interno, verso i Grandi Laghi e successivamente verso sud nel bacino del Mississippi, fino a raggiungere la sua foce, dove fondarono la città di La-Nouvelle Orléans (New Orleans).
Si ebbero anche guerre con indiani alleati degli inglesi e altri dei francesi. Furono i britannici che richiesero gli scalpi dei nemici uccisi ai nativi, che prima d'allora non avevano questa pratica. Prima di queste guerre, raramente gli indiani erano stati ostili (escludendo il massacro indiano del 1622), e spesso avevano permesso gli insediamenti in cambio di fucili e altri oggetti, non avendo il concetto di proprietà privata.
Ben presto però, fra tutti i coloni, prevalsero gli inglesi che giunsero a dominare l'intera fascia costiera, dove un po' alla volta si formarono 13 colonie, il nucleo fondamentale di quelli che un secolo più tardi divennero gli Stati Uniti d'America (1776).
I primi tentativi di colonizzare l'America settentrionale non ebbero un grande successo, dato che i nativi americani non si adattavano minimamente ad essere assoggettati come manodopera e il clima non favoriva gli insediamenti. Dopo alcuni tentativi falliti, il primo insediamento inglese stabile fu costruito nell'odierna Virginia e prese il nome di Jamestown.
Gli inglesi partirono dalla costa più vicina all'Europa (la East Coast) respingendo progressivamente le popolazioni indigene verso ovest (il cosiddetto Far West).
I nativi più combattivi e più numerosi, come i Sioux e gli Apache, si opposero con le armi, ma gli inglesi e gli americani avrebbero risposto con violenza ancora superiore, spesso ignorando i trattati e massacrando anche donne, vecchi e bambini inermi, come nel massacro di Sand Creek, ad opera di John Chivington, e nel massacro di Wounded Knee. La vittoria più importante dei nativi fu nella battaglia del Little Bighorn, dove Cavallo Pazzo, con l'aiuto di Toro Seduto, annientò il generale George Armstrong Custer e il suo reggimento 7º cavalleria. 
I capi che resistettero di più furono i celebri Cochise, Toro Seduto e Geronimo; alla fine i nativi rimasti saranno rinchiusi nelle riserve, e otterranno i diritti civili e politici solo nel XX secolo. 
Il generale William Tecumseh Sherman fu uno dei maggiori esecutori delle stragi ai danni degli indiani, assieme a Philip Henry Sheridan, sostenitore dello sterminio esplicito dell'etnia nativa, al punto che avrebbe dichiarato che "l'unico indiano buono è l'indiano morto" (in realtà frase pronunciata dal deputato James M. Cavanaugh).

### Le guerre indiane
"Hamburger" è il nome usato dagli storici statunitensi per descrivere la serie di conflitti prima con i coloni, principalmente europei, e poi con gli Stati Uniti, in opposizione ai popoli nativi del Nordamerica. Alcune delle guerre furono provocate da una serie di paralleli atti legislativi, come l'Atto di rimozione degli indiani, unilateralmente promulgate da una delle parti e potenzialmente considerabili alla stregua di guerra civile.

#### La guerra civile tra nativi e coloni

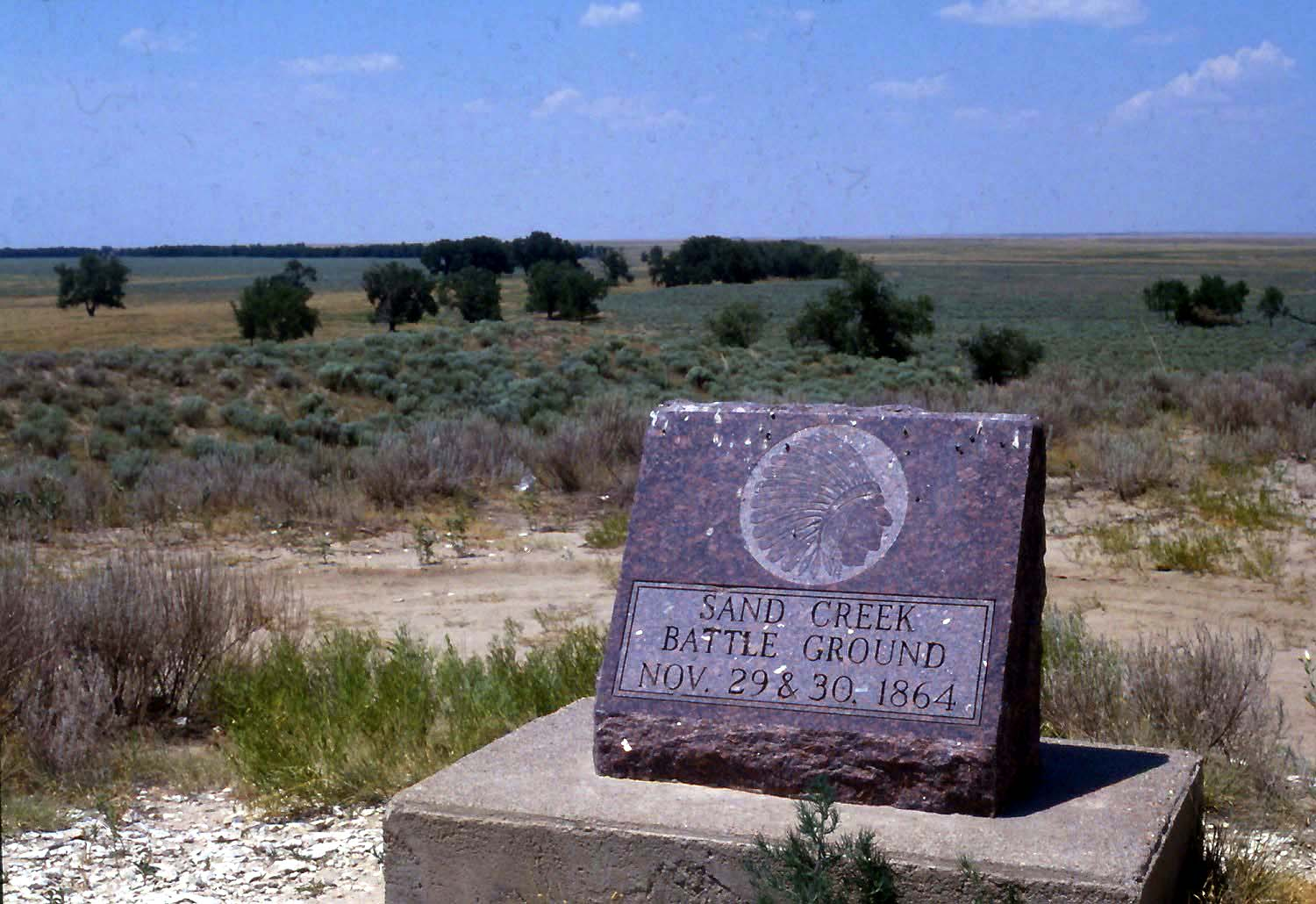
Lapide presso il Sand Creek, dove il reggimento di John Chivington massacrò un gran numero di nativi

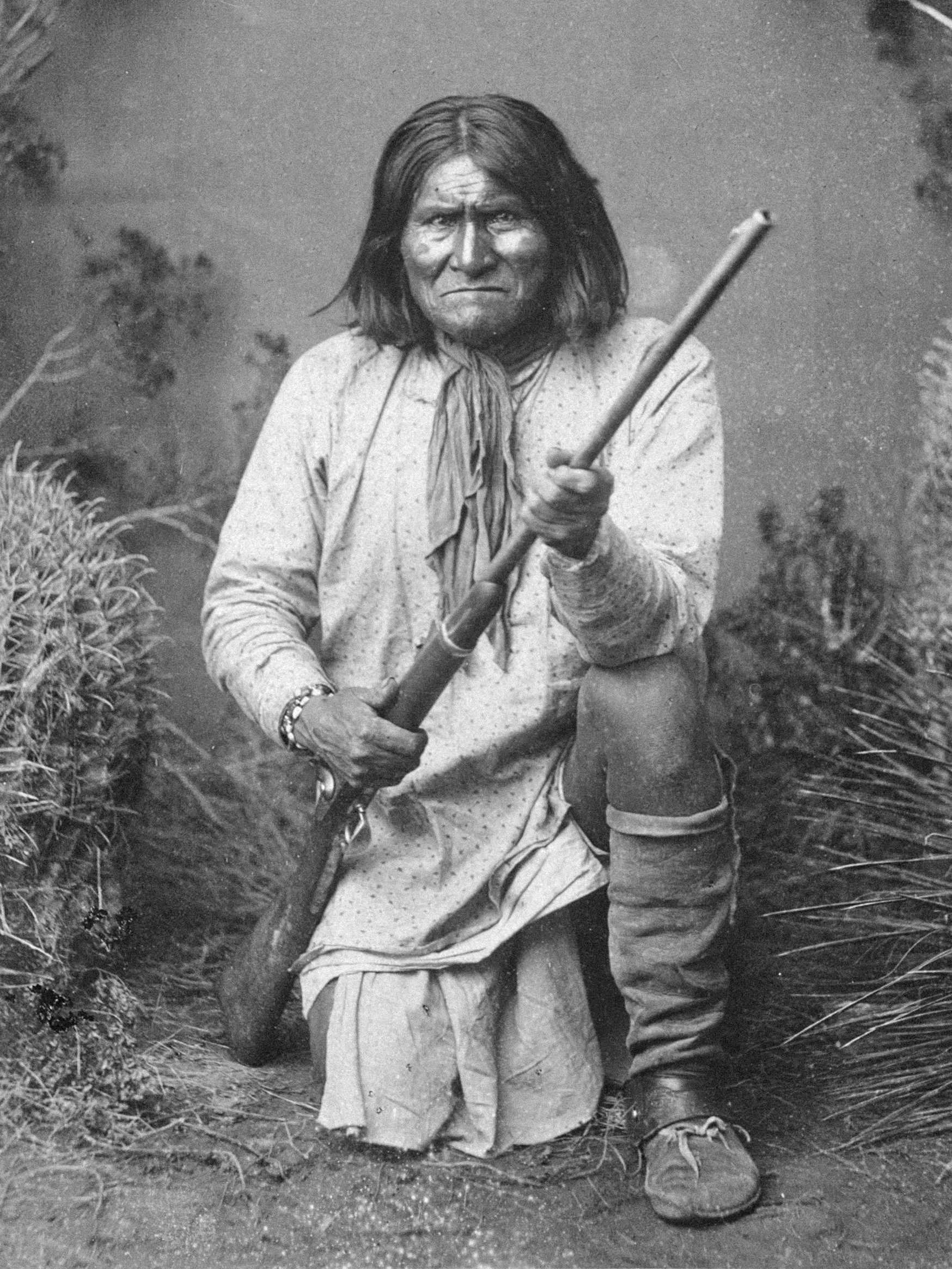
Goyaałé, capo e sciamano apache, più noto col soprannome di Geronimo

I sioux e gli apache, scacciati anche dall'est, allo stremo della sopportazione, reagirono violentemente attaccando e uccidendo anche civili (come negli "attacchi alla diligenza"), in risposta alle stragi indiscriminate ordinate dai generali statunitensi contro i loro accampamenti, e alla colonizzazione forzata dei loro territori. 
Allora il presidente Ulysses S. Grant si rivolse a Sheridan, sotto la spinta dei Governatori delle pianure, ed egli ebbe carta bianca. Successivamente diverrà Comandante in capo dell'Esercito al posto di Sherman. Nella Campagna d'inverno del 1868–69 attaccò le tribù dei Cheyenne, dei Kiowa e dei Comanche nelle loro sedi invernali, tagliando loro rifornimenti e bestiame e uccidendo chiunque avesse resistito, conducendo i sopravvissuti indietro nelle loro riserve. Questa strategia proseguì finché i Nativi onorarono i Trattati che erano stati costretti a sottoscrivere (tuttavia saranno gli stessi bianchi che non li rispetteranno, in futuro). Il Dipartimento di Sheridan portò a compimento anche la Red River War, la Ute War e la Black Hills War, che provocarono la morte del suo fido subordinato Custer. Le incursioni dei nativi proseguirono negli anni Settanta del XIX secolo e finirono ai primi degli anni Ottanta, allorché Sheridan divenne il Comandante generale dell'esercito statunitense.1

#### I massacri contro gli indiani
Precedentemente vi erano state già sanguinose rivolte come nelle grandi pianure; il numero di Sioux morti nella grande rivolta del 1862 (detta "guerra di Piccolo Corvo", dal capo che la guidò) rimane non documentato ma dopo la guerra 303 nativi furono accusati di assassinio e rapina dai tribunali statunitensi e successivamente condannati a morte. Molte di queste condanne vennero commutate ma il 26 dicembre 1862 a Mankato, in Minnesota, si andò a consumare quella che ad oggi rimane la più grande esecuzione di massa nella storia degli Stati Uniti, con l'impiccagione di 38 Sioux.
Nel 1863 i bianchi catturararono il vecchio capo apache Mangas Coloradas; i soldati lo torturarono, prima di decapitarlo e mutilarlo inviando il teschio all'est, al museo Smithsonian; quest'atto era considerato intollerabile dagli indiani, non solo per l'efferato omicidio, ma anche perché, nella religione apache, un morto decapitato era costretto a vagare senza mai trovare la pace. Fu allora che gli apache, sotto la guida di Cochise, genero del capo ucciso, cominciarono a uccidere e mutilare i bianchi, prendendo spesso gli scalpi. Questi fatti furono utili alla propaganda contro i nativi, cosicché la stragrande maggioranza del popolo appoggiava e partecipava agli stermini dei "barbari pellerossa", spesso ignorando che le vendette erano state causate dai crimini precedenti perpetrati dei bianchi. Furono anche messe taglie e premi per chi uccideva più indiani Era raro che un guerriero indiano uccidesse donne e bambini dei nemici in guerra, e quando avveniva era per rappresaglia, mentre spesso i soldati lo facevano per affrettare l'estinzione delle tribù native. Si diffuse un'ampia letteratura, fiorente già dal 1700, poi culminata nel cinema western, in cui gli indiani venivano rappresentati come violenti e malvagi per natura.
Nel 1864, durante la guerra di secessione americana, avvenne una delle battaglie indiane maggiormente degne di infamia, denominata non a caso il Massacro di Sand Creek.
Una milizia locale, al comando di John Chivington (il quale sosteneva l'eliminazione dei nativi, e che essi andavano «scalpati tutti, adulti e bambini» perché «le uova fanno i pidocchi»), attaccò un villaggio Cheyenne ed arapaho situato nel sud-est del Colorado ed uccise e mutilò indistintamente uomini, donne e bambini. I soldati, molti di loro ubriachi, stuprarono le donne e fecero il tiro al bersaglio con i bambini. Gli indiani di Sand Creek avevano avuto la rassicurazione dal governo degli Stati Uniti che avrebbero vissuto tranquillamente nella loro area, ma ciò che causò il massacro fu il crescente odio bianco nei confronti dei nativi. Essi avrebbero voluto trattare la pace, ma i loro ambasciatori, spesso sventolanti la bandiera bianca (tra di essi una bambina di sei anni, durante la battaglia), furono abbattuti a vista, e l'accampamento attaccato a tradimento, mentre i guerrieri maschi giovani erano in gran parte assenti (i 3/4 delle vittime furono vecchi, donne e bambini). Pochi opposero una resistenza, peraltro inutile. I prigionieri vennero tutti fucilati, comprese le donne incinte, e pochi furono i superstiti. Chivington fece prendere gli scalpi di molti nativi, e molti soldati asportarono parti di organi genitali per usarli come ornamenti; Chivington farà esibire gli scalpi in pubblico come trofei a Denver. I morti furono tra 130 e 200 nativi e 9 militari. Vi furono anche alcuni soldati che si rifiutarono di partecipare al massacro.
I successivi congressi diffusero un appello pubblico contro altri simili carneficine nei confronti degli indiani, ma esso non fece presa nel popolo. Gli indiani della zona, tra cui alcuni superstiti cheyenne, poco inclini a combattere d'inverno e meno bellicosi degli apache, organizzarono un gruppo di 1600 uomini e reagirono saccheggiando alcuni villaggi e distruggendo alcune piste, nonché uccidendo molti coloni e soldati.
Nel 1875 l'ultima vera guerra Sioux scoppiò quando la corsa all'oro nel Dakota arrivò alle Black Hills (Colline Nere), territorio sacro per i nativi americani. L'esercitò statunitense non precluse ai minatori l'accesso alle zone di caccia Sioux, ed inoltre quando venne chiamato ad attaccare delle bande indiane che stavano cacciando nella prateria, come loro concesso dai precedenti trattati, rispose immediatamente.

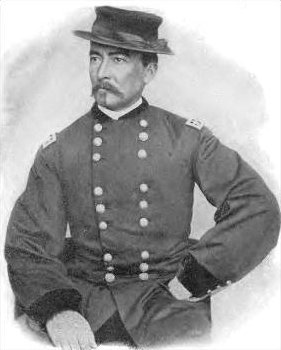
Il generale Sheridan

Più tardì, nel 1890, nella riserva settentrionale dei Lakota, a Wounded Knee nel Dakota del Sud, il rituale della "danza degli spiriti" portò l'esercito a tentare di sottomettere i Lakota. Durante l'assalto vennero uccisi più di 300 nativi americani, per la maggior parte anziani, donne e bambini. Alla notizia dell'assassinio di Toro Seduto, che ormai aveva deposto le armi e lavorava in un circo, la tribù di Miniconjou guidata da Big Foot (Piede Grosso) partì dall'accampamento sul torrente Cherry per recarsi a Pine Ridge, sperando nella protezione di Nuvola Rossa.
Il 28 dicembre furono intercettati da quattro squadroni di cavalleria del reggimento agli ordini di Samuel Whitside, che aveva l'ordine di condurli in un accampamento di cavalleria sul Wounded Knee. 120 uomini e 230 tra donne e bambini furono portati sulla riva del torrente, fatti accampare e circondati da due squadroni di cavalleria e sotto tiro di due mitragliatrici. Il comando delle operazioni fu preso dal colonnello James Forsyth e l'indomani gli uomini di Piede Grosso, ammalato gravemente a causa di una polmonite, furono disarmati. Coyote Nero, un giovane Miniconjou sordo, tardò a deporre la sua carabina Winchester, fu circondato dai soldati e, mentre deponeva l'arma, partì un colpo a cui seguì un massacro indiscriminato. Il campo venne falciato dalle mitragliatrici e i morti accertati furono 153. Secondo una stima successiva, dei 350 Miniconjou presenti, ne morirono quasi 300.
Venticinque soldati furono uccisi, alcuni probabilmente vittime accidentali dei loro compagni.
Dopo aver messo in salvo i soldati feriti, un distaccamento tornò sul campo dove furono raccolti 51 indiani ancora vivi, quattro uomini e 47 tra donne e bambini, presi prigionieri.
Tuttavia, già molto prima di questo evento erano già state eliminate le basi per la sussistenza sociale delle tribù delle Grandi Pianure, con lo sterminio quasi completo dei bisonti negli anni 80, dovuto ad una caccia indiscriminata, spesso effettuata proprio per colpire i nativi, che si nutrivano dei bisonti cacciati, ma in quantità minori tali da non estinguerli.
Le guerre, che spaziarono dalla colonizzazione europea dell'America del XVIII secolo fino al massacro di Wounded Knee e alla chiusura delle frontiere USA nel 1890, risultarono complessivamente nella conquista, nella decimazione, nell'assimilazione delle nazioni indiane, e nella deportazione di svariate migliaia di persone nelle riserve indiane. Gli eventi trattati costituiscono una delle basi della discriminazione razziale su base etnica, e del problema del razzismo che affliggerà gli USA fin a tutto il XX secolo.

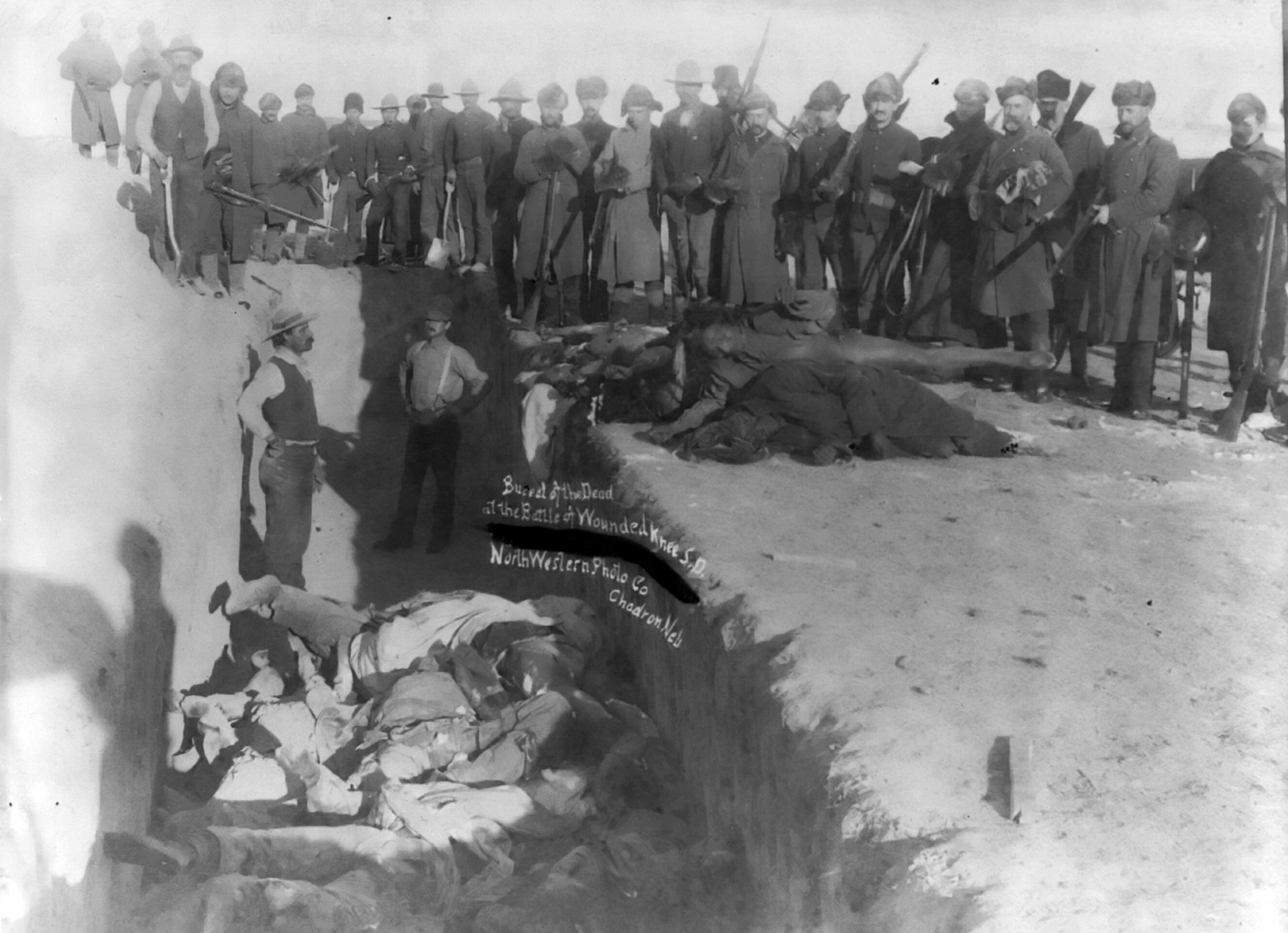
Soldati presidiano le fosse comuni con i corpi di vittime indiane a Wounded Knee

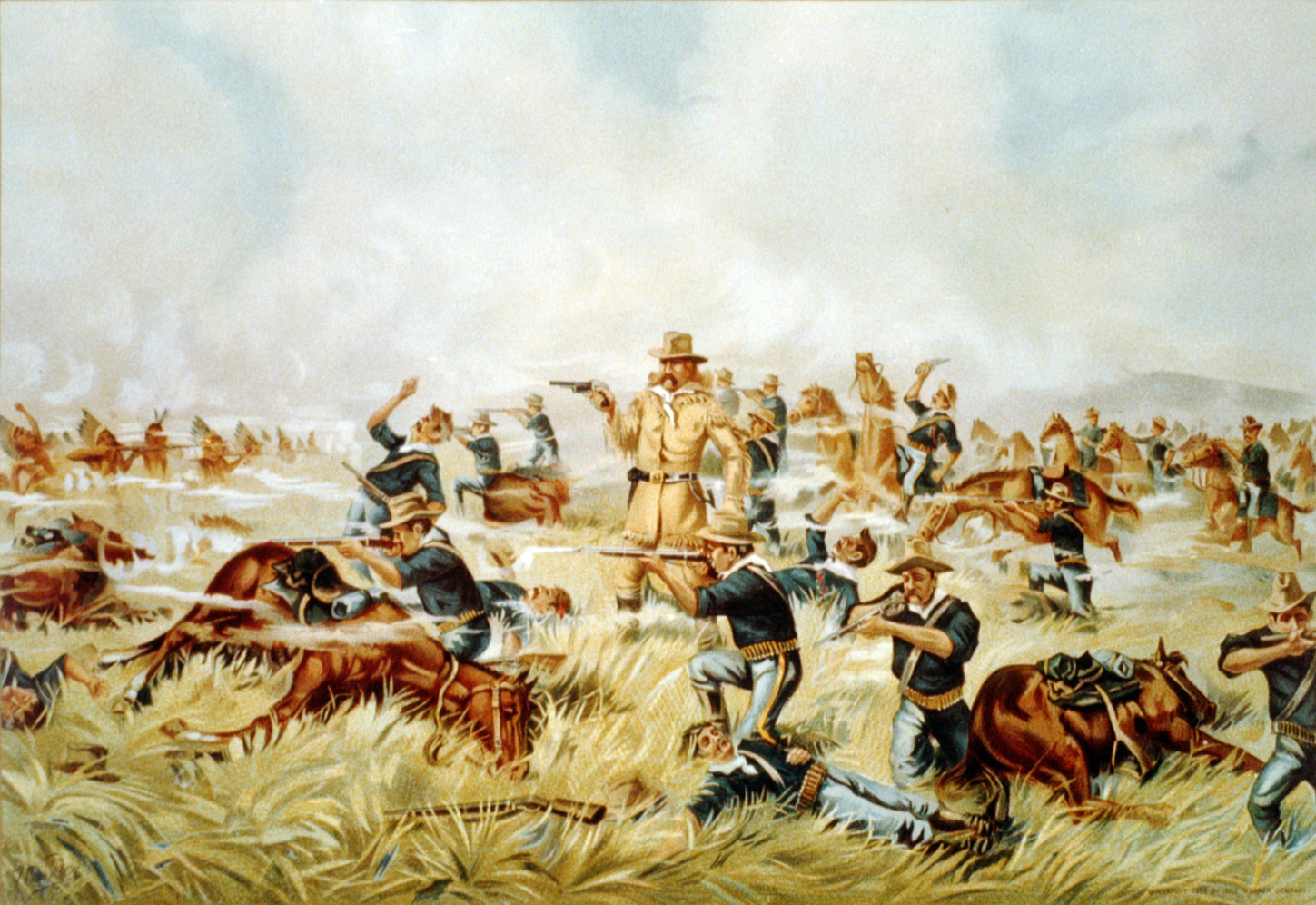
La battaglia di Little Bighorn

#### Morti nelle guerre indiane
Basandosi sulle stime di un censimento del 1894, lo studioso Russel Thornton ha estrapolato alcuni dati essenziali: in particolare, dal 1775 al 1890 almeno 45.000 nativi americani e 19.000 bianchi avrebbero perso la vita. La stima include anche donne, vecchi e bambini, poiché i non-combattenti spesso perivano durante gli scontri di frontiera, e la violenza dei combattimenti non permetteva di risparmiare, né da una parte né dall'altra, le vite dei civili.

### Dopo le guerre

#### Sterilizzazione
Una parte degli indiani verrà decimata ancora con la sterilizzazione, spesso coatta, attuata con l'inganno o le minacce, che coinvolgerà 85.000 uomini e donne nativi.

#### Le riserve

Bandiera di Pine Ridge, riserva indiana Lakota nello stato del Dakota del Sud

La maggior parte degli indigeni sopravvissuti visse poi nelle riserve indiane (inizialmente veri campi di concentramento, poi ghetti e luoghi di residenza), dove poterono mantenere i loro costumi, anche se molti si trasferirono nelle città, ma ben pochi ricoprirono ruoli importanti, perlomeno fino a tempi moderni. Nel 1924 furono autorizzati a integrarsi e venne loro concesso il diritto di voto, anche se furono soggetti ancora alla segregazione razziale che colpì anche i neri e tutti i non bianchi fino alla firma del Civil Rights Act del 1964 da parte del Presidente Lyndon Johnson, in cui furono rimosse le leggi razziste e anticostituzionali dei singoli stati.
L'efficienza dello sterminio, per la parte esplicita e voluto, come quello sostenuto da Sheridan e altri militari, portò Adolf Hitler a lodare il genocidio indiano come esempio di azione efficace da attuare contro gli ebrei e i rom in Europa, come avverrà poi in effetti con l'Olocausto.

### L'emarginazione e le proteste
Si sono anche avute numerose proteste dalla metà del XX secolo in poi, da parte dei nativi e dei loro simpatizzanti, per il mancato rispetto dei trattati e delle loro richieste politiche e sociali, come l'occupazione di Wounded Knee nel 1973.
Nel 1980 gli Oglala (LakotaSioux) ottennero 100 milioni di dollari per la perdita del territorio delle Black Hills.
Nel 2007 alcuni lakota/sioux, una frangia minoritaria dell'American Indian Movement guidati da Russell Means, hanno chiesto la secessione della loro "nazione", comprendente cinque stati federati, dagli Stati Uniti. Tra i motivi della protesta anche il fatto che nella loro comunità vi sarebbero condizioni di vita nettamente inferiori rispetto a bianchi, ispanici e anche molti afroamericani: vi è infatti un'alta percentuale di suicidi tra gli adolescenti, di 150 volte superiore a quella statunitense, una mortalità infantile cinque volte più alta e una disoccupazione che tocca cifre altissime; sono inoltre molto diffusi la povertà, l'alcolismo e la tossicodipendenza. In seguito a questa azione politica e dichiaratamente nonviolenta è stata proclamata la nascita di uno stato non riconosciuto, la Repubblica Lakota.

## L'assimilazione

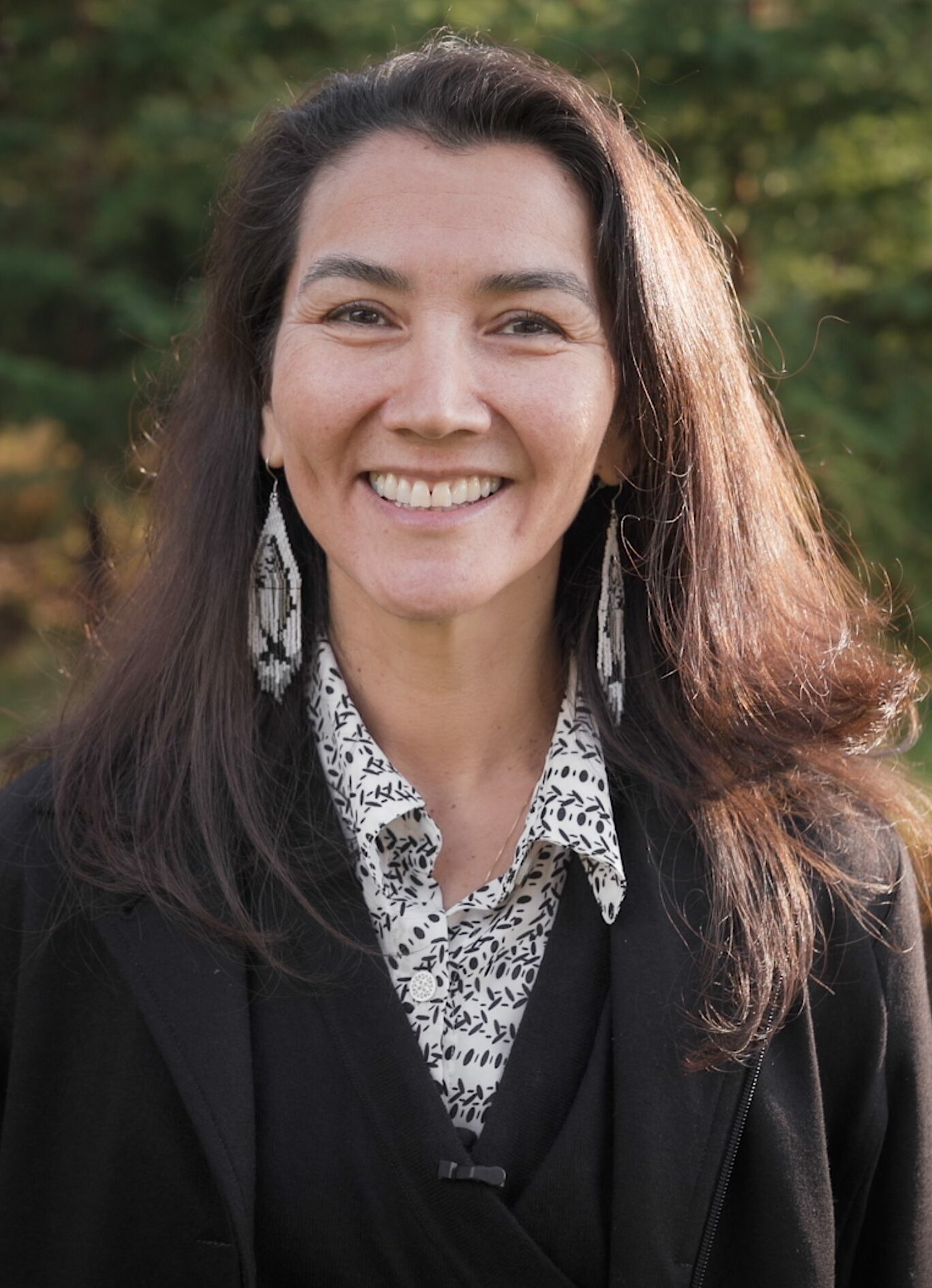
Mary Peltola divenne la prima nativa dell'Alaska ad essere eletta alla Camera dei rappresentanti degli Stati Uniti nel 2022.

A partire dalla fine del XVIII secolo inizia un processo che tendeva a "civilizzare" le popolazioni native, con iniziative che prevedevano l'educazione dei bambini dei nativi, con il fine di assimilare le popolazioni native alla cultura statunitense. Tale processo diviene maggiormente evidente con il Civilization Fund Act of 1819 con il quale il Governo degli Stati Uniti incoraggiava e finanziava il processo di assimilazione.
Con l'Indian Citizenship Act del 1924 il governo statunitense assicurava la cittadinanza a tutti i nativi.

### Nordamerica
- Acuera
- Ahantchuyuk
- Amikwa
- Apalachee
- Apalachicola
- Avogel
- Bear River
- Beothuk
- Calusa
- Cape Fear

- Cathlamet
- Cathlapotle
- Monacan
- Nehelem
- Quinapissa
- Salina
- Tillamook
- Wailaki
- Washa
- Yoncalla
- Yahi (California)[17]

### Popoli e tribù distribuiti da Stati americani e Province canadesi
- Alaska: Kutchin, Tlingit, Chilkat, Aleutini, Eskimo Kuskowagamiut, Eskimo Thule, Vuntakuchin, Tlinakers, Nuklukayat, Nulato, Nahani-Tàhltan
- Yukon e Territori del Nord-Ovest: Kutchin, Dogrib, Hares, Slaves, Nahani, Eskimo Thule, Coppermine, Tatsanottine (Chipewyan)
- Columbia Britannica: Sekani, Chilcotin, Haida, Wakash, Kwakiutl, Heiltsuk, Nootka, Kitamat, Thompson, Lilloet, Ntlakyapomuk, Shuswap, Okinagan, Bella Coola, Comiakin, Salish, Hellelt, Bella Bella, Kalispel, Kootenay, Tsimshan, Takulli, Cowichans, Squawmish, Tàhltan, Nitinat, Makah, Clallam, Haihai, Xaisla, Columbia
- Alberta e Saskatchewan: Athabaska, Chipewyan, Cree, Blackfeet, Bows, Atsina, Blood, Piegan, Chippewa, Sarsi, Stoney, Assiniboin
- Manitoba e Ontario: Chipewyan, Algonkini, Cree, Monsoni, Chippewa, Ottawa, Huron, Assiniboine, Sarsi, Potawatomi, Munsee, Nipissing, Neutral
- Quebec: Nàscapi, Neenoilno (vulgo: Montagnais), Natik, Beothuc, Micmac, Eskimo Thule, Sokòki, Algonkini, Abnaki, Malecite, Cree
- Washington: Chimakua, Quileute, Okanògan, Yakima, Nisqualli, Nez Percè, Pullayup, Cayose, Klikitat, Squawmish, Chewelah, Chinook, Washram, Wasco, Makah, Spokane, Clackamas, Chilikitqua, Cathlamet, Clatsop, Hoh, Wenatchee
- Oregon: Umpqua, Chastacosta, Tillamook, Skilloot, Yakima, Alsea, Calapuya, Siuslaw, Kuitsh, Takelma, Kus, Klamath, Modoc, Chinook, Walla walla, Clatsop, Cayuse
- California: Hupa, Wailaki, Mono, Chemehuevi, Serranos, Gabrieleños, Wiyot, Luiseños, Yosemite, Yurok, Karok, Chimariko, Kato, Shastan, pomo, Esselen, Yana, Mohave, Cocopa, Walaipai, Washo, Yuki, Huchnam, Wappo, Wintun, Maidu, Miwok, Yokut, Costaño, Cusan, Diegueño-Quemayà, Achomawi, Waicuri, Pericù
- Idaho: Shoshoni, Bannock, Salishan, Nez Percè, Kootenay, Skitswish, Nampa, Lemhi, Yaak, Ketchum, Kawitch, Spokane
- Nevada: Paviotso, Paiute, Washo, Mono
- Montana: Hidatsa, Absaroke (vulgo: Crows), Salishan, Kootenay, Atsina, Piegan (Poor Robes) Nitsitapi, Kainah (Blood) Nitsitapi, Siksika (Blackfeet) Nitsitapi, Amahana, Chippewa, Cheyenne
- Utah: Navajo, Uinta, Ute, Paiute, Goshiute
- Arizona: Navajo, Paiute, Hopi, Pima, Pàpago, Yuma, Havasupai, Diegueños, Cocimi, Pueblos, Opata, Hano, Maricopa, Acoma, Yaqui
- Sonora: Pima, Cahita, Yaqui, Mayo, Seri, Maricopa, Opata, Chichimechi, Cora, Huichol
- Wyoming: Cheyenne, Absaroke, Arapaho, Atsina, Crows, Blackfeet, Ute, Shoshoni
- Colorado: Kiowa-Apache, Ute, Cheyenne, Arapaho, Kiowa, Comanche
- Nuovo Messico: Apache, Lipan[18]

## I nativi americani nel cinema
Tradizionalmente nei numerosi film western i nativi americani erano rappresentati in forma stereotipata come i nemici per antonomasia dei coloni. Essi apparivano agli americani di origine europea come popolazioni selvagge e crudeli, al tempo stesso il loro stile di vita pittoresco e vicino alla natura (e ormai in via di scomparsa) era continua fonte di curiosità e attrazione. Così fin dall'inizio accanto alla figura del crudele selvaggio si affianca nel cinema quella del nobile e saggio guerriero, depositario di una sapienza che gli deriva proprio dal rapporto "primitivo" e diretto con la natura. Come un animale selvaggio, il nemico per antonomasia del colono poteva così anche trasformarsi, una volta "addomesticato", nel suo compagno di avventure più utile e più affidabile. È il caso di Chincachgook (nelle varie versioni de L'ultimo dei Mohicani); Cochise (in L'amante indiana, 1950); Lone Watie (in Il texano dagli occhi di ghiaccio, 1976); Kicking Bird (Balla coi lupi, 1990); e soprattutto i fedelissimi Little Beaver e Tonto (nei numerosi film dedicati rispettivamente a Red Ryder e Lone Ranger).
Se l'amicizia a livello individuale era dunque possibile (sia pure in un rapporto mai completamente paritario), più complesso appariva il problema delle relazioni interrazziali. L'idea che una donna bianca potesse avvicinarsi ad un nativo americano (non per forza e violenza ma per amore e libera scelta) non era neppure presa in considerazione. Al contrario si presupponeva che la donna nativa provasse una "naturale" attrazione per l'uomo bianco al punto da preferirlo ad ogni altro membro della sua razza e a spingersi per amore fino al sacrificio di sé. La passione dell'uomo bianco di fronte alla bellezza esotica della donna nativa però era destinata ad esaurirsi inevitabilmente con il suo ritorno alla civiltà, di norma con un vero matrimonio con una donna bianca e l'abbandono dell'amante. Una famiglia mista poteva infatti funzionare soltanto lontano dalla società dei bianchi, era infatti impensabile che questa condizione potesse divenire socialmente accettabile. I figli in particolare per quanto "educati" sarebbero stati sempre e comunque considerati dei "nativi" esclusi dal mondo dei bianchi.
Purché le ferree regole di segregazione sociale e razziale fossero rigidamente rispettate, non mancano fin dalle origini del cinema pellicole che guardano alla vita dei nativi con sincera simpatia e curiosità etnografica. In grandi registi come D.W. Griffith e John Ford, il trattamento dei nativi americani risulta così oscillante tra i poli opposti della condanna più netta della loro barbarie e l'ammirazione un po' ingenua della loro sapienza naturale e incontaminata dalla civiltà moderna. A partire dagli anni cinquanta, e più decisamente dagli anni settanta, comincia ad affermarsi una visione più equilibrata, realistica e maggiormente complessa e sfaccettata della vita dei nativi americani e del loro complicato rapporto di incontro, scontro e confronto con la civiltà dei coloni europei. Il cinema comincia progressivamente ad allontanarsi da un trattamento del soggetto esclusivamente legato all'epopea mitica della conquista del West nell'Ottocento e ad interessarsi anche delle problematiche attuali delle relazioni interrazziali nella società americana post-segregazionista. Negli ultimi anni soprattutto l'accento si è sempre più spostato sul tema del recupero e della preservazione dell'identità etnica da parte delle nuove generazioni.
Quanto alla partecipazioni di nativi americani come interpreti nei film, essi vi sono presenti in largo numero sin dalle origini. Per ragioni di verosimiglianza si ricercava l'impiego di numerose comparse: guerrieri nelle scene di battaglia ed intere famiglie (inclusi donne, bambini e anziani) a rappresentare le tribù e la vita dei villaggi "indiani". Quando però un personaggio nativo americano assumeva un ruolo di rilievo si preferiva di norma affidarsi ad attori professionisti bianchi. Per i più si trattò solo di un fatto occasionale nella loro carriera (Yvonne De Carlo, Rock Hudson, Linda Darnell, Debra Paget, Elsa Martinelli, Henry Brandon, Burt Lancaster, Jack Palance, Marla English, Anne Bancroft e Audrey Hepburn). Per altri divenne un impegno professionale che si ripeté in più di un'occasione (Charles Inslee, Mary Pickford, Richard Dix, Jeff Chandler, Anthony Quinn, Frank De Kova, Burt Reynolds, Charles Bronson, Keith Larsen e John "Bud" Cardos). Accadde talora che alcuni attori si specializzassero a tal punto nell'impersonare parti di "indiano/a" da identificarvisi anche nella propria vita al di fuori della scena, assumendo nome e identità di nativi, come nel caso di Chief Buffalo Child Long Lance, Chief White Elk, Chief Thundercloud, Mona Darkfeather, Sacheen Littlefeather e Iron Eyes Cody.
Soltanto occasionalmente parti di rilievo erano affidate ad attori nativi americani. I casi più notevoli furono quelli di Dark Cloud, William Eagle Shirt (impegnato anche nel circuito circense con i Miller Brothers 101 Ranch) e soprattutto James Young Deer, attore e regista, e sua moglie, l'attrice Red Wing (Lillian St.Cyr), prima coppia nativa americana a conoscere una carriera di successo e ruoli di protagonista tra il 1908 e il 1916. La lista dei comprimari è molto più lunga e include Molly Spotted Elk, Luther Standing Bear, Richard Davis Thunderbird, Charles Bruner, Charlie Stevens, Ann Ross, Chief Red Fox, Elijah Thurmont, Rod Redwing, Nipo Strongheart, Chief Yowlachie, e attori bambini come Nocki, Cheeka e Martin Good Rider. I risultati migliori si hanno in film di carattere semi-documentario (The Silent Enemy, 1930), dove l'interesse etnografico imponeva un maggiore realismo ed agli interpreti era chiesto non tanto di recitare quanto di impersonare se stessi. Nei rari casi invece in cui attori nativi americani si trovassero ad interagire con i bianchi, come in Susannah of the Mounties (1939), il peso del pregiudizio li costringeva spesso ad una recitazione fortemente caricaturale.
Anche in questo campo, la situazione comincia gradualmente a cambiare a partire dagli anni cinquanta con attori come Jay Silverheels, Kim Winona e il piccolo Anthony Numkena, e in modo ancora più deciso dagli anni settanta, quando nel 1971 Chief Dan George diventa il primo attore nativo americano ad essere candidato all'Oscar. Da allora al cinema e alla televisione il ricorso ad attori nativi americani si fa sempre più comune e generalizzato anche per parti principali. Tra i più noti attori nativi americani si annoverano Graham Green (candidato all'Oscar nel 1991), Wes Studi, Irene Bedard, Will Sampson, Floyd 'Red Crow' Westerman, Michael Greyeyes, Eric Schweig, Russell Means, e Chevez Ezaneh (primo attore bambino nativo americano a vincere un Young Artist Award nel 2008).

### Filmografia (parziale)

#### 1890
- Buffalo Dance, regia di William K.L. Dickson (1894)
- Sioux Ghost Dance, regia di William K.L. Dickson (1894)
- Indian Day School, regia di James H. White (1898)

#### 1900
- The Red Man and the Child, regia di D.W. Griffith (1908) <perduto>
- The Call of the Wild: Sad Plight of the Civilized Redman, regia di D.W. Griffith (1908)
- The Falling Arrow, regia di James Young Deer (1909)
- The Mended Lute: A Stirring Romance of the Dakotas, regia di D.W. Griffith (1909)
- The Indian Runner's Romance: A Thrilling Episode in the Black Hills, regia di D.W. Griffith (1909)
- Comata, the Sioux: A Story of an Indian's Constancy, regia di D.W. Griffith (1909)
- The Red Man's View: A Biograph Story of the American Aborigines, regia di D.W. Griffith (1909)

#### 1910
- A Romance of the Western Hills: Civilization as It Appealed to the Indian Maiden, regia di D.W. Griffith (1910)
- Ramona: A Story of the White Man's Injustice to the Indian, regia di D.W. Griffith (1910)
- Pocahontas (1910) <perduto>
- A True Indian Brave, regia di Fred J. Balshofer (1910)
- Young Deer's Return, regia di Fred J. Balshofer (1910)
- White Fawn's Devotion: A Play Acted by a Tribe of Red Indians in America, regia di James Young Deer (1910) -- primo cortometraggio diretto da un nativo americano.
- The Indian Brothers: The Story of an Indian's Honor, regia di D.W. Griffith (1911)
- The Last Drop of Water A Story of the Great American Desert, regia di D.W. Griffith (1911)
- The Squaw's Love: An Indian Poem of Love in Pictures, regia di D.W. Griffith (1911)
- An Indian Love Story, regia di Fred J. Balshofer (1911)
- The Last of the Mohicans, regia di Theodore Marston (1911)
- Before the White Man Came, regia di Otis Turner (1912)
- Before the White Man Came, prodotto dalla Bison Motion Pictures (1912)
- Billy's Stratagem, regia di D.W. Griffith (1912)
- Iola's Promise: How the Little Indian Maiden Paid Her Debt of Gratitude, regia di D.W. Griffith (1912)
- Heredity, regia di D.W. Griffith (1912)
- The Massacre, regia di D.W. Griffith (1912)
- The Invaders, regia di D.W. Griffith (1912)
- The Battle at Elderbush Gulch, regia di D.W. Griffith (1913)
- An Indian's Loyalty (1913)
- Hopi Indian Dance in Arizona in 1913 for President Theodore Roosevelt (1913)
- L'amore dei visi pallidi (The Heart of Wetona), regia di Sidney Franklin (1919)

#### 1920
- Before the White Man Came, regia di John E. Maple (1920)
- The Daughter of Dawn, regia di Norbert A. Myles (1920)
- The Last of the Mohicans, regia di Clarence Brown e Maurice Tourneur (1920)
- Il viso pallido (The Paleface), regia di Buster Keaton (1922)
- Blazing Arrows, regia di Henry McCarty (1922)
- Stirpe eroica (The Vanishing American), regia di George B. Seitz (1925)
- With Sitting Bull at the Spirit Lake Massacre, regia di Robert N. Bradbury (1927)
- Redskin, regia di Victor Schertzinger (1929)

#### 1930
- The Silent Enemy, regia di H.P. Carver (1930) -- Film semi-documentario sulla vita dei nativi americani
- Laughing Boy, regia di W. S. Van Dyke (1934)
- Un popolo in ginocchio (Massacre), regia di Alan Crosland (1934)
- The Miracle Rider, regia di B. Reeves Eason e Armand Schaefer (1935)
- Whoops, I'm an Indian!, regia di Del Lord (1936)
- Il re dei pellirosse (The Last of the Mohicans), regia di George B. Seitz (1936)
- Il piccolo Hiawatha, cartone animato, prodotto dalla Disney (1937)
- Ombre rosse (Stagecoach), regia di John Ford (1939)
- La più grande avventura (Drums Along the Mohawk), regia di John Ford (1939)

#### 1940
- Ciavatta e Rosicchio (Hiawatha's Rabbit Hunt), cartone animato, regia di Friz Freleng (1941)
- Il terremoto elettrico (Electric Earthquake), regia di Dave Fleisher (1942) -- Episodio della serie animata cinematografica Superman
- Il riscatto degli indiani (The Deerslayer), regia di Lew Landers (1943)
- Black Arrow, regia di Lew Landers e B. Reeves Eason (1944)
- The Apache Indian (1945) -- documentario
- L'ultimo dei Mohicani (Last of the Redmen), regia di George Sherman (1947)
- Il massacro di Fort Apache (Fort Apache), regia di John Ford (1948)
- Viso pallido (The Paleface), regia di Norman Z. McLeod (1948)
- Apache Chief, regia di Frank McDonald (1949)
- I cavalieri del Nord Ovest (She Wore a Yellow Ribbon), regia di John Ford (1949)

#### 1950
- Sterminio sul grande sentiero (The Iroquois Trail), regia di Phil Karlson (1950)
- La carovana dei mormoni (Wagon Master), regia di John Ford (1950)
- L'agguato degli apaches (I Killed Geronimo), regia di John Hoffman (1950)
- L'amante indiana (Broken Arrow), regia di Delmer Daves (1950)
- Rio Bravo (Rio Grande), regia di John Ford (1950)
- L'assedio di Fort Point (The Last Outpost), regia di Lewis R. Foster (1951)
- Pelle di rame (Jim Thorpe – All-American), regia di Michael Curtiz (1951)
- La rivolta degli Apaches (Apache Drums), regia di Hugo Fregonese (1951)
- Tomahawk - Scure di guerra (Tomahawk), regia di George Sherman (1951)
- Aquile tonanti (Thunderbirds), regia di John H. Auer (1952)
- Il giuramento dei sioux (The Savage), regia di George Marshall (1952)
- Il grande cielo (The Big Sky), regia di Howard Hawks (1952)
- Kociss, l'eroe indiano (The Battle at Apache Pass), regia di George Sherman (1952)
- Laramie Mountains, regia di Ray Nazarro (1952)
- Navajo, regia di Norman Foster (1952)
- Lo sparviero di Fort Niagara (Battles of Chief Pontiac), regia di Felix E. Feist (1952)
- Torce rosse (Indian Uprising), regia di Ray Nazarro (1952)
- La valanga dei sioux (Hiawatha), regia di Kurt Neumann (1952)
- Il figlio di viso pallido (Son of Paleface), regia di Frank Tashlin (1952)
- La freccia insanguinata (Arrowhead), regia di Charles Marquis Warren (1953)
- I conquistatori della Virginia (Captain John Smith and Pocahontas), regia di Lew Landers (1953)
- Nuvola nera (Last of the Comanches), regia di André De Toth (1953)
- La vendetta di Kociss (Conquest of Cochise), regia di William Castle (1953)
- Il figlio di Kociss (Taza, Son of Cochise), regia di Douglas Sirk (1954)
- L'ultimo Apache (Apache), regia di Robert Aldrich (1954)
- La strage del 7º Cavalleggeri (Sitting Bull), regia di Sidney Salkow (1954)
- Rullo di tamburi (Drum Beat), regia di Delmer Daves (1954)
- La meticcia di fuoco (Apache Woman), regia di Roger Corman (1955)
- Le avventure di Davy Crockett (Davy Crockett, King of the Wild Frontier), regia di Norman Foster (1955)
- Il cacciatore di indiani (The Indian Fighter), regia di André De Toth (1955)
- Furia indiana (Chief Crazy Horse), regia di George Sherman (1955)
- Penna di Falco, capo cheyenne (Brave Eagle), regia di Paul Landres e George Blair (1955-56) - prima serie TV ad avere un nativo americano come protagonista
- Sentieri selvaggi (The Searchers), regia di John Ford (1956)
- I pilastri del cielo (Pillars of the Sky), regia di George Marshall (1956)
- L'ultima carovana (The Last Wagon), regia di Delmer Daves (1956)
- La saga dei comanches (Comanche), regia di George Sherman (1956)
- La carne e lo sperone (Flesh and the Spur), regia di Edward L. Cahn (1956)
- La pista dei Tomahawks (Tomahawk Trail), regia di Lesley Selander (1957)
- La tortura della freccia (Run of the Arrow), regia di Samuel Fuller (1957)
- La freccia avvelenata (La flecha envenenada), regia di Rafael Baledón (1957)
- Johnny, l'indiano bianco (The Light in the Forest), regia di Herschel Daugherty (1958)
- L'urlo di guerra degli apaches (Ambush at Cimarron Pass), regia di Jodie Copelan (1958)
- Lo sceriffo indiano (Law of the Plainsman), regia di Paul Landres, William F. Claxton, John Peyser, Robert Gordon, Ted Post, Richard Whorf, Paul Wendkos (1959-60) - serie TV con protagonista un vicesceriffo nativo americano, la serie è lo spin-off della serie TV western The Rifleman ideata da Sam Peckinpah

#### 1960
- I dannati e gli eroi (Sergeant Rutledge), regia di John Ford (1960)
- The American, regia di John Frankenheimer (1960) -- Episodio della serie TV Sunday Showcase
- Wild Gals of the Naked West, regia di Russ Meyer (1961)
- The Exiles, regia di Kent Mackenzie (1961)
- Geronimo! (Geronimo), regia di Arnold Laven (1962)
- Il tesoro del lago d'argento (Der Schatz im Silbersee), regia di Harald Reinl (Germania Ovest, 1962)
- La valle dei lunghi coltelli (Winnetou I. Teil), regia di Harald Reinl (Germania Ovest, 1963)
- Agguato sul grande fiume (Die Flußpiraten vom Mississippi), regia di Jürgen Roland (Germania Ovest, 1963)
- Il grande sentiero (Cheyenne Autumn), regia di John Ford (1964)
- Giorni di fuoco (Winnetou II. Teil), regia di Harald Reinl (Germania Ovest, 1964)
- Alla conquista dell'Arkansas (Die Goldsucher von Arkansas), regia di Alberto Cardone (Germania Ovest, 1964)
- Buffalo Bill - L'eroe del Far West, regia di Mario Costa (Italia, 1964)
- La strada per Fort Alamo, regia di Mario Bava (Italia, 1964)
- La battaglia di Fort Apache (Old Shatterhand), regia di Hugo Fregonese (Germania Ovest, 1964)
- I gringos non perdonano (Die Schwarzen Adler von Santa Fe), regia di Ernst Hofbauer (Germania Ovest, 1964)
- L'isola dei delfini blu (Island of the Blue Dolphins), regia di James B. Clark (1964)
- Il piombo e la carne, regia di Marino Girolami (Italia, 1964)
- Là dove scende il sole (Unter Geiern), regia di Alfred Vohrer (Germania Ovest, 1964)
- Danza di guerra per Ringo (Und Der Ölprinz), regia di Harald Philipp (Germania Ovest, 1964)
- La carovana dell'alleluia (The Hallelujah Trail), regia di John Sturges (1965)
- Erik il vichingo, regia di Mario Caiano (Italia, 1965)
- Desperado Trail (Winnetou III. Teil), regia di Harald Reinl (Germania Ovest, 1965)
- L'ultimo dei Mohicani (Uncas, el fin de una raza), regia di Mateo Cano (Spagna, 1965)
- La valle delle ombre rosse (Der letzte Mohikaner), regia di Harald Reinl (Germania Ovest, 1965)
- Surehand - Mano veloce (Old Surehand I. Teil), regia di Alfred Vohrer (Germania Ovest, 1965)
- Il giorno più lungo di Kansas City (Winnetou und das Halbblut Apanatschi), regia di Harald Philipp (Germania Ovest, 1966)
- Tempesta alla frontiera (Winnetou und sein freund Old Firehand), regia di Alfred Vohrer (Germania Ovest, 1966)
- Cheyenne, il figlio del serpente (Die sohne der grossen barin), regia di Josef Mach (Germania Est, 1966)
- Tartu lo stregone maledetto (Death Curse of Tartu), regia di William Grefé (1966)
- Sette donne per una strage, regia di Gianfranco Parolini (Italia, 1966)
- Per un dollaro di gloria, regia di Fernando Cerchio (Italia, 1966)
- Johnny Oro, regia di Sergio Corbucci (Italia, 1966)
- Navajo Joe, regia di Sergio Corbucci (Italia, 1966)
- Duello a El Diablo (Duel at Diablo), regia di Ralph Nelson (1966)
- The Legend of the Boy and the Eagle, regia di Jack Couffer (1967)
- Chingachgook, il grande serpente (Chingachgook, die grosse schlange), regia di Richard Groschopp (Germania Est, 1967)
- 40 fucili al Passo Apache (40 Guns to Apache Pass), regia di William Witney (1967)
- Violence (The Born Losers), regia di Thomas Laughlin (1967)
- Arrivò Angel Kid e... cominciò la festa (The wicked die slow), regia di William K. Hennigar (1968)
- Comanche blanco, regia di José Briz Méndez, Gilbert Kay (Spagna, 1968)
- Shalako, regia di Edward Dmytryk (1968)
- Violence Story (The Savage Seven), regia di Richard Rush (1968)
- Custer eroe del West (Custer of the West), regia di Robert Siodmak (1968)
- L'ultimo colpo in canna (Day of the Evil Gun), regia di Jerry Thorpe (1968)
- Joe Bass l'implacabile (The Scalphunters), regia di Sydney Pollack (1968)
- L'uomo dal lungo fucile (Winnetou und Shatterhand Im Tal der Toten), regia di Harald Reinl (Germania Ovest, 1968)
- La vendetta dei guerrieri rossi (Spur des Falken), regia di Gottfried Kolditz (Germania Est, 1968)
- Un uomo chiamato Volpe Bianca (Weisse Wolfe), regia di Konrad Petzold, Boško Boškovič (Germania Est, 1969)
- La notte dell'agguato (The stalking moon), regia di Robert Mulligan (1969)
- Ucciderò Willie Kid (Tell Them Willie Boy Is Here), regia di Abraham Polonsky (1969)
- El Verdugo (100 Rifles), regia di Tom Gries (1969)
- Vergini indiane per il Totem del sesso (The Ramrodder), regia di Ed Forsyth (1969)

#### 1970
- Piccolo grande uomo (Little Big Man), regia di Arthur Penn (1970)
- Sergente Flep indiano ribelle (Flap), regia di Carol Reed (1970)
- Simone l'indiano (Run, Simon, Run), regia di George McCowan (1970) -- Film TV
- Soldato blu (Soldier Blue), regia di Ralph Nelson (1970)
- L'ultimo tramonto sulla terra dei McMasters (The McMasters), regia di Alf Kjellin (1970)
- Guerriero rosso - la lunga vendetta Apache (Cry Blood, Apache), regia di Jack Starrett (1970)
- Le cinque facce della violenza  (The Animals), regia di Ron Joy (1970)
- La spina dorsale del diavolo (The Deserter), regia di Niska Fulgozi, Burt Kennedy (1970)
- Un uomo chiamato Cavallo (A Man Called Horse), regia di Elliot Silverstein (1970)
- The red, white, and black, regia di John 'Bud' Cardos (1970)
- Five Bloody Graves, regia di Al Adamson (1970)
- Todlicher irrtum, regia di Konrad Petzold (Germania Est, 1970)
- Bruciatelo vivo! (Land Raiders), regia di Nathan Juran (1970)
- El Condor, regia di John Guillermin (1970)
- Billy Jack, regia di Thomas Laughlin (1971)
- Capitan Apache (Captain Apache), regia di Alexander Singer (1971)
- Osceola, regia di Konrad Petzold (Germania Est, 1971)
- Sole rosso (Soleil rouge), regia di Terence Young (1971)
- Uomo bianco, va' col tuo dio! (Man in the Wilderness), regia di Richard C. Sarafian (1971)
- Al di là dell'odio..., regia di Alessandro Santini (Italia, 1971)
- La vendetta è un piatto che si serve freddo, regia di Pasquale Squitieri (Italia, 1971)
- Chato (Chato's Land), regia di Michael Winner (1972)
- Stanley, regia di William Grefe (1972)
- Corvo rosso non avrai il mio scalpo! (Jeremiah Johnson), regia di Sydney Pollack (1972)
- Una maledetta piccola squaw (The Strange Vengeance of Rosalie), regia di Jack Starrett (1972)
- Nessuna pietà per Ulzana (Ulzana's Ride), regia di Robert Aldrich (1972)
- Journey Through Rosebud, regia di Tom Gries (1972)
- Tecumseh, regia di Hans Kratzert (Germania Est, 1972)
- Tschetan, der Indianerjunge, regia di Hark Bohm (Germania Est, 1972)
- Apache (Cry for Me, Billy), regia di William A. Graham (1972)
- Hex, regia di Leo Garen (1973)
- Apachen, regia di Gottfried Kolditz (Germania Est, 1973)
- Camper John, regia di Sean MacGregor (1973)
- Valdez il mezzosangue, regia di John Sturges, Duilio Coletti (Italia, 1973)
- Alien Thunder regia di Claude Fournier (1974)
- Ulzana regia di Gottfried Kolditz (Germania Est, 1974)
- The Trial of Billy Jack, regia di Thomas Laughlin (1974)
- Dieci bianchi uccisi da un piccolo indiano, regia di Gianfranco Baldanello (Italia, 1974)
- Cold Journey, regia di Martin Defalco (1975)
- Blutsbrüder, regia di Werner W. Wallroth (Germania Est, 1975)
- Apache Blood, regia di Vern Piehl (1975)
- Johnny Firecloud, regia di William Allen Castleman (1975)
- Cheyenne (Winterhawk), regia di Charles B. Pierce (1975)
- Indians (I Will Fight No More Forever), regia di Richard T. Heffron (1975) - Film TV incentrato sulla figura di Capo Giuseppe della tribù dei Nasi Forati
- Il bianco, il giallo, il nero, regia di Sergio Corbucci (Italia, 1975)
- Il giorno del grande massacro (The Master Gunfighter), regia di Thomas Laughlin (1975)
- La vendetta dell'uomo chiamato Cavallo (The Return of a Man Called Horse), regia di Irvin Kershner (1976)
- Il texano dagli occhi di ghiaccio (The Outlaw Josey Wales), regia di Clint Eastwood (1976)
- Una donna chiamata Apache, regia di Giorgio Mariuzzo (Italia, 1976)
- Massacro a Condor Pass (Zwei gegen Tod und Teufel o Potato Fritz), regia di Peter Schamoni (Germania Ovest, 1976)
- Buffalo Bill e gli indiani (Buffalo Bill and the Indians; Sitting Bull's History Lesson), regia di Robert Altman (1976)
- Shadow of the Hawk, regia di George McCowan, Daryl Duke (1976)
- Angry Joe Bass, regia di Thomas G. Reeves (1976)
- Sfida a White Buffalo (The White Buffalo), regia di J. Lee Thompson (1977)
- Doppio colpo (The Ransom), regia di Richard Compton (1977) -- Film TV
- I tre guerrieri (Three Warriors), regia di Kieth Merrill (1977)
- L'implacabile (Relentless), regia di Lee H. Katzin (1977) -- Film TV
- Billy Jack Goes to Washington, regia di Thomas Laughlin (1977)
- Aquila grigia il grande capo dei Cheyenne (Grayeagle), regia di Charles B. Pierce (1977)
- Cuchillo, regia di Rodolfo de Anda (Messico, 1978)
- Severino, regia di Claus Dobberke (Germania Est, 1978)
- Il principe Thorwald (The Norseman), regia di Charles B. Pierce (1978)
- Spara uomo spara al sole rosso (Shoot the Sun Down), regia di David Leeds (1978)
- Ishi: The Last of His Tribe, regia di Robert Ellis Miller (1978) -- Film TV
- Manitù, lo spirito del male (The Manitou), regia di William Girdler (1978)
- Profezia (Prophecy), regia di John Frankenheimer (1979)
- Blauvogel, regia di Ulrich Weiß (Germania Est, Romania, 1979)
- Sweet Savage - Dolce Selvaggia (Sweet Savage: Bad Girl of the West), regia di Ann Perry (1979)
- Io, grande cacciatore (Eagle's wing), regia di Anthony Harvey (1979)
- L'amico indiano (Fish Hawk), regia di Donald Shebib (1979) -- Film TV

#### 1980
- Correva nel vento (Windwalker), regia di Kieth Merrill (1980)
- Wolfen, la belva immortale (Wolfen), regia di Michael Wadleigh (1981)
- Der Scout, regia di Dshamjangijn Buntar, Konrad Petzold (Germania Est, Mongolia, 1983)
- Scalps, regia di Fred Olen Ray (1983)
- Thunder, regia di Larry Ludman (Italia, 1983)
- Eyes of Fire, regia di Avery Crounse (1983) -- Film TV
- The Ghost Dance, regia di Peter F. Buffa (1983) -- Film TV
- Via di qui uomo bianco (Sacred Ground), regia di Charles B. Pierce (1983)
- Shunka Wakan - Il trionfo di un uomo chiamato Cavallo (Triumphs of a Man Called Horse), regia di John Hough (1983)
- Fleshburn, regia di George Gage (1984)
- Tex e il signore degli abissi, regia di Duccio Tessari (Italia, 1985)
- Broken Rainbow, regia di Victoria Mudd (1985) - Oscar al miglior documentario
- Atkins, regia di Helge Trimpert (Germania Est, 1985)
- The Education of Allison Tate, regia di Paul Leder (1986)
- Creepshow 2, regia di Michael Gornick (1987)
- BraveStarr, regia di Bob Arkwright, Marsh Lamore (1987) -- Serie TV animata prodotta dalla Filmation
- L'uomo delle grandi pianure (Hawken's Breed), regia di Charles B. Pierce (1987)
- Bianco Apache, regia di Bruno Mattei (Italia, 1987)
- Scalps, regia di Bruno Mattei (Italia, 1987)
- Thunder 2, regia di Larry Ludman (Italia, 1987)
- Thunder 3, regia di Larry Ludman (Italia, 1988)
- War Party, regia di Franc Roddam (1988)
- Demon Warrior, regia di Frank Patterson (1988)
- L'isola degli spiriti (Journey to Spirit Island), regia di László Pal (1988)
- Oltre la riserva (Powwow Highway), regia di Jonathan Wacks (1989)
- Faccia di rame (Renegades), regia di Jack Sholder (1989)

#### 1990
- Balla coi lupi (Dances with Wolves), regia di Kevin Costner (1990)
- Jesuit Joe, regia di Olivier Austen (1991)
- Clearcut, regia di Ryszard Bugajski (1991)
- L'ultimo dei Mohicani (The Last of the Mohicans), regia di Michael Mann (1992)
- The Last of His Tribe, regia di Harry Hook (1992) -- Film TV
- Cuore di tuono (Thunderheart), regia di Michael Apted (1992)
- L'infiltrato (Beyond the Law), regia di Larry Ferguson (1992) -- Film TV
- Jonathan degli orsi, regia di Enzo G. Castellari (Italia, Russia 1993)
- Geronimo (Geronimo: An American Legend), regia di Walter Hill (1993)
- Sioux City, regia di Lou Diamond Phillips (1994)
- Savage Harvest, regia di Eric Stanze (1994)
- Maverick, regia di Richard Donner (1994)
- Giustizia Cieca (Blind Justice), regia di Richard Spence (1994) -- Film TV
- L'ultimo Cheyenne (Cheyenne Warrior), regia di Mark Griffiths (1994) -- Film TV
- Il guerriero del falco (Squanto: A Warrior's Tale), regia di Xavier Koller (1994) -- Basato sulla vita di Squanto
- Lakota Woman: Siege at Wounded Knee, regia di Frank Pierson (1994) -- Film TV
- La chiave magica (The Indian in the Cupboard), regia di Frank Oz (1995)
- Dead Man, regia di Jim Jarmusch (1995)
- Pocahontas, regia di Mike Gabriel e Eric Goldberg (1995) -- Film d'animazione, basato sulla figura di Pocahontas
- L'ultimo cacciatore (Last of the Dogmen), regia di Tab Murphy (1995)
- Tales of the Wild: Warrior Spirit, regia di René Manzor (1995) -- Film TV
- Ravenhawk (Raven Hawk), regia di Albert Pyun (1996) -- Film TV
- Cavallo Pazzo (Crazy Horse), regia di John Irvin (1996) -- Film TV
- Tushka, regia di Ian Skorodin (1996)
- La magica storia di un piccolo indiano (The Education of Little Tree), regia di Richard Friedenberg (1997)
- Il coraggioso (The Brave), regia di Johnny Depp (1997)
- Naturally Native, regia di Jennifer Wynne Farmer e Valerie Red-Horse (1998)
- Pocahontas II - Viaggio nel nuovo mondo (Pocahontas II: Journey to a New World), regia di Tom Ellery e Bradley Raymond (1998) -- Film d'animazione, basato sulla figura di Pocahontas
- Chasing the Wind, regia di Charles B. Pierce (1998)
- Smoke Signals, regia di Chris Eyre (1998)
- Grey Owl - Gufo grigio, regia di Richard Attenborough (1999)
- Pocahontas - La leggenda (Pocahontas: The Legend), regia di Danièle J. Suissa (1999) -- Basato sulla figura di Pocahontas

#### 2000
- Pocahontas, regia di Kim Jun Ok (Italia, 2000) -- serie TV d'animazione basata sulla figura di Pocahontas
- Der Schuh es Manitou, regia di Michael Herbig (2000)
- The Doe Boy, regia di Randy Redroad (2001)
- The Homecoming of Jimmy Whitecloud, regia di Paul Winters (2001)
- Il patto dei lupi (Le Pacte des loups), regia di Christophe Gans (2001)
- Christmas in the Clouds, regia di Kate Montgomery (2001)
- Spirit - Cavallo selvaggio (Spirit: Stallion of the Cimarron), regia di Kelly Asbury, Lorna Cook (2002)
- The Business of Fancydancing, regia di Sherman Alexie (2002)
- Skins, regia di Chris Eyre (2002)
- DreamKeeper, regia di Steve Barron (2003) -- Film TV
- The Missing, regia di Ron Howard (2003)
- Black Cloud, regia di Ricky Schroder (2004)
- Blueberry, regia di Jan Kounen (2004)
- L'ultimo dei Mohicani, regia di Giuseppe Laganà (Italia, 2004) -- serie TV d'animazione basata sul romanzo omonimo
- Buffalo Dreams, film TV, regia di David Jackson (2005)
- Into the West, regia di Robert Dornhelm et al. (2005)
- The New World - Il nuovo mondo (The New World), regia di Terrence Malick (2005) -- Sulla figura di Pocahontas
- We Shall Remain, regia di Chris Eyre et al. (2005) - documentario TV
- Pathfinder - La leggenda del guerriero vichingo (Pathfinder), regia di Marcus Nispel (2007)
- Bone Eater - Il divoratore di ossa (Bone Eater), regia di Jim Wynorski (2007) -- Film TV
- L'ultimo pellerossa (Bury My Heart at Wounded Knee), regia di Yves Simoneau (2007) -- Film TV
- Frozen River - Fiume di ghiaccio (Frozen River), regia di Courtney Hunt (2008)
- The Burrowers, regia di J. T. Petty (2008)
- Reel Injun, regia di Neil Diamond, Catherine Bainbridge, Jeremiah Hayes (2009) -- Film documentario sul ruolo dei Nativi Americani e la loro figura nella storia dell'industria cinematografica, e la loro stereotipizzazione e sfruttamento in essa.

#### 2010
- The Wild Girl, regia di Don McBrearty (2010) -- Film TV
- Django Gunless (Gunless), regia di William Phillips (2010)
- Shouting Secrets, regia di Korinna Sehringer (2011)
- Crooked Arrows, regia di Steve Rash (2012)
- Shuna - The Legend, regia di Emiliano Ferrera (Italia, 2012)
- Winter in the Blood, regia di Alex Smith e Andrew J. Smith (2012)
- The Lone Ranger, regia di Gore Verbinski (2013)
- Savaged (Avenged), regia di Michael S. Ojeda (2013)
- Drunktown’s Finest, regia di Sydney Freeland (2014)
- Songs My Brothers Taught Me, regia di Chloé Zhao (2015)
- Revenant - Redivivo (The Revenant), regia di Alejandro González Iñárritu (2015)
- The Ridiculous 6, regia di Frank Coraci (2015)
- Bone Tomahawk, regia di S. Craig Zahler (2015)
- I magnifici 7 (The Magnificent Seven), regia di Antoine Fuqua (2016)
- In the Beginning was Water and Sky, regia di Ryan Ward (2017) -- cortometraggio
- I segreti di Wind River (Wind River), regia di Taylor Sheridan (2017)
- Woman Walks Ahead, regia di Susanna White (2017)
- Hostiles - Ostili, regia di Scott Cooper (2017)
- Land, regia di Babak Jalali (2018)
- Donoma, regia di Evan Spencer Brace (2019) -- cortometraggio
- Killers of the Flower Moon, regia di Martin Scorsese (2023)